# 東京フレンドパークのアトラクション一覧

東京フレンドパークのアトラクション一覧（とうきょうフレンドパークのアトラクションいちらん）では、TBS系列にて、かつて放送されていた関口宏の東京フレンドパークIIとその前身であるムーブ・関口宏の東京フレンドパーク、及び特番として2017年から2021年まで復活・放送されていた関口宏の東京フレンドパーク ドラマ大集合SP!!のアトラクション、今までの放送記録を記述する。
以下、断りない場合は以下の略称を用いる。
- ムーブ時代、ムーブ ‐ ムーブ・関口宏の東京フレンドパーク
- TFP2 ‐ 関口宏の東京フレンドパークII
- ドラマ大集合SP!!、復活特番 ‐ 関口宏の東京フレンドパーク ドラマ大集合SP!!（放送回については、ネット局により放送日が異なるため、「TFP（西暦）（季節）」の形で表記する。）
- それスノ版 ‐ それSnow Manにやらせて下さい×東京フレンドパーク

## アトラクション

### ウォールクラッシュ
1992年10月12日（ムーブ時代第1回）から登場したアトラクション。ほぼ第1アトラクションとして行われるが、稀に第2アトラクション以降に登場するケースもあった。
ルール
番組特製のジャンプスーツを着て、約3mの助走をつけた後トランポリンで弾んで約4.7mの壁に貼り付き、左右の手先が付いたゾーンそれぞれの得点が入る。ゾーンは「5点」「10点」「15点」「20点」「30点」「40点」「50点」「CLEAR!」「NG ZONE」の9つがあり、最上段の「CLEAR!」（赤地に白文字）に少しでも手がつくと無条件でクリアとなる。2008年11月10日の放送からTFP2終了までは「0点」と「25点」のゾーンが追加され、それより高得点のゾーンが一段上昇し、「CLEAR!」ゾーンも少し高くなった。また、中央にある「NG ZONE」に手先が付くとその手の得点は0点となる。ドラマ大集合SPでは、一度壁に張り付いても途中で落ちてしまうと基本的には失格となるが、落下前に付いていた手のゾーンや急いで貼り付き直した得点が加算される場合もある。左手は左エリア、右手は右エリアに貼り付くのが基本であるが、両手を左右どちらかのエリアだけに貼り付いてもポイントは有効である。
判定は支配人の判断に委ねられており、壁をよじ登る、1度張り付いたが落ちてしまう、手の半分くらいが「NG ZONE」に掛っている時に判断する。壁の左右には、1人ずつの補佐が待機しており、飛びついた後の引き剥がし役を担当している（西秋従業員も一緒に手伝う事もある）。
このアトラクションの壁は完全な垂直ではなく、壁の上部が後ろに少し湾曲しており、これにより壁を駆け上がって高得点を狙うことが可能。後述するフランキー為谷によるデモンストレーションもほとんどがそのケースだった。
全部で4回ジャンプする為、ペアの場合1人2回ジャンプ、3人の場合は1人1回ずつジャンプ、残りの1回は代表者がジャンプ、4人以上の場合は1人1回ずつジャンプする。ただし、挑戦者が足の怪我などでジャンプできない場合は、その人のみ免除される。スペシャルなどでゲストの人数が多い際は選抜メンバーで行うこともある。
還暦男性に関しては、女性と同じハンデのルールが与えられて行われる。2010年2月11日放送分では、当時8歳の加藤清史郎に対して「0点エリアの上部にあるデコレーションの青い星に届けば10点獲得」というルールで行われた。
張り付く際は結果によって、後から付けられる効果音が変わる。普通に張り付けば「バン!」の効果音だが、失敗で「ドシーン」や「コテッ」などの間抜けな効果音が付けられていた。
※ゲーム版（Wii版）では計4回のジャンプの合計の得点が簡単なら100点、普通なら170点、難しいなら250点以上でクリアとなる。
クリアポイント
4回のジャンプで男性ペアは200点以上、男女ペアは170点以上、女性ペアは140点以上でクリア。3人以上の男女ペア、4人以上は男性が50点、女性が35点を平均点として、平均点を足した合計（例：男3人と女1人なら185点〈50×3+35×1=185〉）。TFP2017冬からTFP2018夏までは各チーム男女1人ずつジャンプして、2人の合計が85点以上でクリア（女性のみのチームに限り、女性2人の合計が70点以上でクリア）。TFP2019冬では、男性2人女性1人ジャンプして、3人（TFP2019夏・TFP2019秋はチーム全員）の合計が135点以上でクリア（TFP2019秋では、男性1人女性2人のチームのみ全員の合計が120点以上でクリア）。TFP2020冬では、男性2人女性2人のバラエティは4人の合計170点以上でクリア、男性3人女性1人のドラマは4人の合計が185点以上でクリア。TFP2021冬では、各チーム4人全員がジャンプして、4人の合計が185点以上でクリア。それスノ版では男女問わず4人全員がジャンプして、4人の合計が180点以上でクリア。
備考
2008年10月20日以前は、アトラクション開始前にはフランキー為谷によるデモンストレーションが行われていた。TFP2以降はフランキーはほぼ毎週CLEARゾーンまで跳躍してゲストを驚かせるが、稀に失敗することもあった。ムーブ第44回と1994年10月31日は、為谷が営業で不在だったため、石塚がデモンストレーションを担当した。2008年10月20日放送分を以て為谷が番組を降板したため、デモンストレーションが廃止された。翌週の放送分にも為谷はいたが、オープニングやデモンストレーションなどの出演シーンはカットされた。
2009年4月23日放送分からデモンストレーションが復活し、同年9月までの半年間に「盛り上げジャンパー」と呼ばれる特別ゲストが毎週担当した。メンバーは松雪オラキオ（弾丸ジャッキー）といったお笑い芸人や、クリアゾーン到達経験が豊富な佐藤弘道、プロトランポリン選手の中田大輔まで多種多様だった。
このアトラクションの初のクリアゾーン到達は川合俊一。女性初のクリアゾーン到達者は大林素子である。2021年冬に綾瀬はるかが22年ぶりに女性2人目のクリアゾーン到達を達成した。
ジャンプスーツは、初期は赤と青の2色でミトン（手袋）が緑色とオレンジだったが、2002年4月29日にミトン（手袋）は白色になり、ジャンプスーツには黄色・ピンク・水色・白・黒が追加され全7色になった。また、プロ野球チームやROOKIESは、野球のユニフォームを模したジャンプスーツが使われる場合も多い。フランキーのジャンプスーツは当初はピンク色だったが、中期からオレンジ色を基調とした横の縞模様になり、背中には「為」と書かれていた。
このアトラクションの壁については、新装開園等に伴い、通算7度リニューアルしており、全部で8種類の壁（ムーブ時代は2種類）が存在していた。またスペシャル放送では、ゲストに応じて、壁に装飾が加えられたことがあった。
3回目まででクリアすると、残りの回数は支配人の裁量で、もう1枚の金貨を賭けたスペシャルチャレンジとなる。男性のみの場合は大体はクリアゾーン到達が条件だが、女性を含めたチームが、3回目までにクリアゾーンに到達した場合は、クリアゾーン到達までに取った得点と、残りの回数で取った得点を足してクリアポイントを超えればクリアとなり、クリアゾーン到達の分も含めた金貨2枚獲得となる。また、かなり余裕でクリアゾーンに到達した場合などは、「CLEARの文字まで到達」「両手をクリアゾーンに入れられたら」など、さらに厳しい条件でスペシャルチャレンジが行われることもある。
1997年11月10日にComing Centuryの3人が出演した際は、最後に挑戦する1人は、それぞれの名前が書かれているサイコロで決めていた。これは、副支配人がいつもお世話になっているライオンのごきげんようのオマージュであった。
2010年9月にこのアトラクションのアレンジ版の「ゴー!アップヒル」（後述）が登場したが、同一回で両方行われる事もあった。
2014年3月29日放送の同局の期末特番『オールスター感謝祭'14春 豪華プレゼント大放出!視聴者に大感謝SP』で、「赤坂5丁目ウォールクラッシュ」として復活。5組のコンビ（ドラマ主演俳優と女性タレント）が1人1回ずつ挑戦し、最終的に合計ポイント数が高かったコンビが優勝となり、賞金10万円が進呈される。同年10月4日の『オールスター感謝祭'14秋 アノ話題の人がナマで大暴れSP』では参加人数は4組に、優勝賞品は焼肉弁当100人分が贈呈される。
復活特番では、ジャンプスーツのデザインを一新させて再登場した。ジャンプスーツには、白地に各1本のライン（腕・足→縦、腰→横）がある（ジャンプスーツのラインの各色は、日曜劇場チーム→赤、火曜ドラマチーム→緑、金曜ドラマチーム→青の全3色で、各チームに色が分けられた。TFP2019冬では、恵従業員率いる1月新ドラマチーム→青、石塚従業員率いるバラエティーチーム→赤の全2色、TFP2020冬は、石塚従業員率いるバラエティーチーム→赤、恵従業員率いるドラマチーム→白の全2色で、各チームに色が分けられた。
TFP2021冬では、左右の補佐が飛びつき後の剥がし役に加えて、壁の消毒を担当していた。
原型となったアトラクションは、当番組と類似番組の風雲!たけし城（1986年5月-1989年4月放送）で実施されていた難関「ペッタンコ」。
イベント遊具として「CASTLE STICKY WALL」があり、TBS『ラヴィット!』のオープニング企画では「ウォールクラッシュっぽい物」として登場した（2023年2月15日・7月25日）。

### ミミックパラダイス
1992年11月30日（ムーブ時代・第8回）から2010年6月28日まで登場したアトラクション。初登場時のアトラクション名は「マネッコパラダイス」であった。
ルール
モニターにお題目となる人物や動物などの写真がルーレット状にシャッフルされており、解答者はモニターに背を向けて解答テーブルにあるストップボタンを押してシャッフルを止め、出題者はモニターに映された人物・動物の物真似をして、それを見て解答者が当てる。分からなければパスが出来、正解・パスで出題者と解答者をチェンジする。なお、パスは出題者・解答者のいずれも可能。
お題目となる人物は、放送当時の流行や世相に応じて差し替えられる。制限時間内にノルマを達成するアトラクションでは、通常そのノルマを達成した瞬間クリアとなるが、物真似ではなく、お題目の説明になっていた場合は、正解してもゲーム終了後に審議が行われるため、これらのアトラクションと違ってノルマを達成しても制限時間いっぱいまで続けなければならない。当初、お題目の人物の持ち歌を歌うのは禁止というルールであったが、後にOKとなった。お題目の人物が解答者本人だった場合、「私」や「俺」などの一人称で答えても正解となるが、出題者がお題目の人名を言ってしまったり、解答者が止めた後に後ろのモニターを見たりすると反則となり、正解数にカウントされない。解答はフルネームは要求されず、名前の一部やあだ名でも1人に限定できれば正解となる。
3人以上の場合は、ローテーションで1人が物真似、1人が解答、残りの人は中間地点で待機。1つ前で物真似した人が解答、解答した人が中間地点の一番後ろへ、中間地点の一番前の人が物真似をする。分かりやすくすると、当番組のスタッフ側から見て、反時計回りのローテーションで、このアトラクションを行うことになる。
クリアポイント
2分間で10問正解でクリア。ムーブ時代第31回から第33回までは2分間で12問正解でクリア、スペシャルや5人以上では3分で15問正解でクリア（女性がいる場合は12問正解でクリア）。2005年1月2日の長嶋ジャパンスペシャルでは4分で20問正解でクリア。
備考
人物の中には当番組の出演者も入っており、この場合は手で当人を指す動きが多々見られた。物真似しやすさの観点から、まれに「スチュワーデス」など固有名詞ではない人物、「カミナリ」などの自然現象もお題目として入っていた。なお、違反チェックで疑わしい物が出た場合、0.5点として処理する場合がある。
2005年11月14日放送から、プレイ中のBGMが変更された。ルール説明のBGMは2005年9月5日以前に変わっていた。
違反の例として、2006年3月27日放送分の渡る世間は鬼ばかりチームで、植草克秀がモニターに映された加藤茶を見て「加トちゃんペッ！」と人名を言ってしまった。さらに、出題者でも解答者でもないのにアントニオ猪木がモニターに表示された際、「ワン、ツー、スリーだー！」とヒントを出したことで、審議の結果、ルールに反して正解した2問分はクリアポイントから差し引かされた。
体感ゲーム版では、動くスポットライトを止め浮かび上がるシルエットが何かを答えるシルエットクイズ形式となっている。

### フール・オン・ザ・ヒル
1993年4月12日（ムーブ時代第24回）から登場したアトラクション。TFP2では、1994年4月18日（第2回）から登場。それスノ版では「メロディープッシュdeミュージック」に改題された。
ルール
演奏者と解答者に分かれ、演奏者は副支配人から曲名（邦楽や洋楽のヒット曲、ドラマやアニメ番組のテーマソング、CMソング、クラシック、童謡など）と、曲の出だしのカウント、曲の出だしやサビなど演奏する部分の楽譜が書かれている答えのカードを見せられ、曲の出だしのカウント後にヘッドホンで主旋律を聴きながら、ドラムを模したパッドの光るタイミングと位置と順番を覚える。その際、スタジオの照明が暗くなり、パッドの光が見え易くなる様になっている。
パッドの配置は頭の部分に左右2個ずつ、正面に6個、足で蹴る部分に3個の計13個。ムーブ時代の配置は、頭の部分に左右2個ずつ、正面に左右1個ずつ、腰で押す部分に左右1個ずつ、足で蹴る部分に4個の計12個。また1つのパッドにつき、決まった1つの音階の電子音が鳴り、1つのパッドから別の2つ以上の音階、2つ以上のパッドから同じ音階の電子音が出る事は無いが、パッドが13個しか無いため、曲によっては同じ音階の1つのパッドに通常の音階と1オクターブ低い、もしくは高い音階の2音が出る事がある。
スタジオ内・視聴者には曲のベース音だけが流され、演奏者が覚えた通りに光ったパッドをたたいて主旋律を演奏する。光に合わせてパッドをタイミング良くたたけば音が鳴るが、光っていない・たたくタイミングが合っていないと音は鳴らない。
演奏者が演奏した主旋律を聴いた解答者が曲名を当てるが、曲名が出て来ない場合は主旋律を歌う（鼻歌も可）、番組・映画・CMなどのタイトルを答え、合っていれば正解として認められる。演奏と解答権は4回あり、1回目の正解で40点獲得、以下2回目の正解で30点獲得、3回目の正解で20点獲得、4回目の正解で10点獲得となる。また、解答権をパスすることで光るパッドの順番を覚え直すことも出来る（例：1回目の40点の解答をパスして覚え直し、次の30点から解答するなど）。
1号機は、前述の通りパッドが12個で、光るパッドの豆電球は白であったが、1994年4月18日にリニューアルを行い、パッドが13個に増加された2号機のセットが登場する。ただし初期の頃は、1号機をベースにアレンジしたもので、頭の部分のパッドの形が1号機の時と同じだった。また、光るパッドの豆電球も赤などがあったがバリエーションが少なかった。後に頭の部分のパッドが4つに分けられたアレンジ版となり、光るパッドの豆電球も赤・青・黄・緑・オレンジ・紫・ピンク・白などの色に変更された。
『ドラマ大集合SP!!』では、パッドの配置は同じだが、光るパッドの豆電球がLEDに変更された3号機のセットが登場した。
クリアポイント
4曲で80点獲得すればクリア。1993年4月19日（ムーブ時代第25回）から6月7日（ムーブ第32回）までは5曲で80点獲得すればクリア、ムーブ第24回とTFP2のスペシャルでは5曲で100点獲得すればクリア（TFP2のスペシャルでは6曲で120点獲得すればクリアの場合もあり）、1993年6月28日（ムーブ第35回）から9月20日（ムーブ最終回）は4曲で70点獲得すればクリア。復活特番では点数制は廃止され、各チーム1曲ずつ行い、解答者の3人が1回ずつ解答し、誰か1人でも正解すればクリア。それスノ版では2回挑戦でき、最大金貨2枚獲得出来る。
備考
解答者の年代に合わせた曲を出題される場合が多く、さらに解答者が全く知らない曲を出題しない様に、副支配人が演奏者に答えを見せる際に「（解答者は）この曲知っている?」と問いかけ、演奏者も「多分知っています」と返すやり取りがあった。
演奏者が曲を覚える際にヘッドホンで主旋律を聞くが、本番の演奏で早く演奏しようとする余りヘッドホンを外し忘れてしまうことがあり、そのたびに副支配人から「ヘッドホン外しましょうか」と突っ込まれていた。また、パターンを覚えた後副支配人がわざとトークをして忘れさせようとし、挑戦者から急かされることもあった。
出題される曲のベース音やテンポ・キーなどは、通常は原曲のままである事が多いが、ベース音やテンポ・キーを変えるなどしてアレンジを加えられ、原曲とは少々違う場合もあり、ミュージシャンなどの音楽関係者が容易に分からない作りになっている。また、同じ曲でも回によってベースのアレンジが変更されるケースがある。
曲によっては演奏の出だしのカウントが特殊な場合があるため、演奏者が光るパッドのタイミングと位置と順番を完璧に覚えていても、出だしのカウントのタイミングを誤ると、押すタイミングがずれて音が鳴らない恐れが高い。さらに演奏者がほぼ完璧に演奏しても、解答者が曲名が出てこないこともあり、観客やアトラクションに参加していないゲストがわかっていても、解答者だけがわからないということもある。解答者以外が正解を言ったり、正解を口ずさんだりすると、その問題はNO GAMEで0点となる。また、ヒントを出すことも禁止であるが、観客による手拍子やリアクション・他メンバーによるさりげないヒントはたまに発生しており、これらに関しては支配人・副支配人から注意を受ける。
コーナーの最初に、従業員によるデモンストレーション（ムーブ時代ではフランキー為谷や大東めぐみ、TFP2では女性従業員、ドラマ大集合SPでは演奏者は恵俊彰で、石塚英彦は解答者）がある。このデモンストレーションでは、主に出演者の持ち歌を演奏する場合が多く、女性従業員は完璧な演奏をするが、稀に失敗する、恵は光を見失って数音しか出せないが、石塚は少ない音を頼りに正解している。フランキーは演奏しながら変なダンスをしていた。
過去にエポック社からこのアトラクションの玩具が発売されていた。
光るパッドの順番を完璧に覚えるのは難しいので、演奏者は聞けば分かると思われる部分の4 - 6音を完璧に覚えて演奏する戦略がある。
稀にではあるが、ベース音とパッドの光るタイミングだけで分かってしまう解答者もいる。その場合は答えを知らない支配人に耳打ちをして、演奏後に解答者が解答、支配人が合っている事を告げるパターンがある。
解答に時間が掛かるとムーブ時代は3カウントが出され、爆発音で時間切れとなり、TFP2ではサイレン音で解答を促し、支配人がカウントダウンすることもある。TFP2017夏・TFP2018夏は支配人が5秒でカウントし、5秒たつとホイッスルが鳴る。
ムーブ時代は、冒頭で視聴者にも正解の主旋律を流していた時期がある。また、挑戦者の後方に出題するための機械と、機械を操作するスタッフがいる小屋があった。
ハプニングとして、ムーブ第45回では、最初に会場にベース音だけ流しヘッドフォンのみに音楽を流すところを、誤って会場にも流してしまい、別の曲で仕切り直しをした。
※ゲーム版（Wii版除く）では、光るパッドの順番を覚えその通りに演奏しノルマ50％を超えることができればクリアとなる。また、ゲーム版とWii版では、著作権の関係上、収録曲は童謡などに限られている。Wii版は番組のルールに近くなったが、パスが存在せず間違えた場合、覚えなおすところからスタートできるが、むずかしいモードだとパターンが毎回変わる。

### デリソバシリーズ
1993年8月16日（ムーブ時代第41回）から登場したアトラクション。TFP2では、初回の1994年4月11日から登場。「デリソバ」は、配達を表す英語のデリバリーの「デリ」と蕎麦（そば）を表す「ソバ」の2つを足し合わせた造語。
ルール
そば屋「関口庵」の出前という設定で、ゲストがバイク（ホンダ・スーパーカブ）に乗車。1人がバイクを運転、もう1人がざるそばのせいろ6つ（後述のデリソバエクストリーム初期のみ5つ）とつゆが乗ったお盆を持ってコースを走行、カーブを曲がる際は体重移動でバイクを右、もしくは左に倒す。画面内でバイクが他の車や障害物などに衝突すると、持っているざるそばのせいろが連動して飛び散り、せいろをすべて拾わないと先に進めない。なお、バランスを崩すなどしてゲーム画面上の状況と無関係にせいろを落としてしまった場合、画面上のプレイヤーバイクも強制的に転倒する。前半終了時に運転手とざるそばの持ち手が交代となる。せいろを手で押さえると反則になるので片手でお盆を持たなければならない。
「デリソバグランプリ」はレースゲームに近かったが、通算3度リニューアルが行われ、それによってグラフィックなどが大幅に向上するとともに、操作感覚なども変わり難易度も大きく変化している。
いずれの代でもどこまで進んだか表示するセットを観客席前に設置。グランプリとデラックスでは進んだところまでランプが点灯し、ゴールドはLEDライトがつき、エクストリームでは画面モニターになり、進んだところまで赤いゲージで表示する。また、その下にはデジタル数字で残り時間が表示される（エクストリームでは残り時間表示はなくなった）。前半終了時に支配人や副支配人がこれを見て、進行状況をコメントしたり後半どれぐらい頑張ればいいか（3組以上なら次で最低どこまで行ければいいか）をアドバイスすることも多かった。
アトラクション中の実況は小林豊が担当。

#### デリソバグランプリ
初代バージョン。長野からスタートし、軽井沢と所沢のチェックポイントを通過して、東京でゴール。グランプリではコース上に障害物は無く、アザーカー（バイク）と接触しても弾き飛ばされるのみで転倒はしないが、路肩を走行して木やカーブの文字や看板や街灯にぶつかると転倒する。またTFP2では、転倒する事なく走行し続けると途中で雲が出てきて雨が降ってくる。雨が降っている間は路面が滑りやすくなり、セットのバイクが激しく揺れた状態で運転しなければならず、スタジオの照明も暗くなり雷雨で画面も少々見づらくなる。雨は時間経過、またはプレイヤーの転倒で止む。
モニター画面左上に走った道のり、右上に速度、右下に残り時間が表示される。バイクの最高速度は120 km/hだが、路肩では60km/hしか出ない。
クリアポイント
前半・後半それぞれ90秒、大人数で3組に分かれる場合は1組60秒、計3分以内に東京にゴールすればクリア。
備考
オープニングではフランキー為谷と女性従業員1人がバイクに乗っており（ムーブ時代は蕎麦屋のコスプレもしていた）、わざとそばを落としてミニコントを繰り広げたこともあった。前振りとして副支配人が「そばを落とすとどうなるか、ちょっと見てみましょう」と言う。
所沢を通過すると、空が赤くなり路肩の障害物が木から街灯に変わる。
デリソバグランプリ時代のソフトウェアはセガの『スーパーハングオン』のX68000版（開発はSPS）をモデファイしたものである。スーパーハングオンが元になっているため、車体を傾ければ膝をついてバランスを取ったり、転倒時は速度や状況に応じてプレイヤー車が派手に吹き飛ばされたり滑っていくのもそのままであった。オリジナル要素としては画面上のライダーは全員そばを持っており、車体を傾ければ地面と垂直になるように（そばを傾けないように）持つなどグラフィックが工夫されていた。ただし転倒時はそばが吹き飛ぶような演出はない。
プレイヤー車はそばの持ち手が右手側だが、右へ車体を傾けると画面上は左手側に持ち替えているという現象が見られていた。これは「デラックス」以降修正されている。余談だがこの代に限ってゲームの中のプレイヤーは1人、つまりそばを片手に持ちながら運転していた。
1993年9月20日（ムーブ時代最終回）で関口と渡辺が挑戦した際、前半で木にぶつかってバイクが転倒したとき、蕎麦持ち役の関口がその転倒とリンクする様に2度もバイクから転げ落ちてしまい、ホンジャマカと観客は爆笑。実況の小林豊が「おっと、あの関口宏が本当に転倒している!!」「あの関口宏が転がっている～、何という…こんな姿はサンデーモーニングでは見られない～!」と実況した。

#### デリソバデラックス
1997年9月22日（第160回）から2003年5月5日（第411回）まで登場した2代目のバージョン。長野市（信州戸隠） をスタートして別所温泉→軽井沢→川越→練馬→神宮球場のチェックポイントを通過して、ゴールの赤坂・TBSを目指す。信州・関越自動車道・東京都内と大きく3つのゾーンに分かれている。この代からコース上に障害物が設置され、難易度が大幅に上がった。
障害物として、信州・関越・東京では自動車やバイク、信州では木や工事現場、軽井沢直前には「牛に注意」の看板と共に道路を横断する牛（ぶつかると怒る）、トンネルでは工事現場、関越では川越通過後にトラックに乗ったゴリラが出現し、バナナの皮を投げてくる。バナナの皮に触れると画面のバイクがスピンして操作がしにくくなる。このゴリラは追い越されるまで攻撃を続け、ゴリラを抜かなければ必然的にクリアはできない。工事現場やトンネル、東京都内では街灯や公衆電話・都営バス（ぶつかると運転手に怒られる）などが用意されている。
モニター下部の右3分の2の部分に走った道のり、左3分の1の上部に残り時間、下部に速度が表示される。バイクの最高速度は100km/hだが、路肩では50km/hしか出ない。
クリアポイント
前半・後半それぞれ2分、計4分以内に赤坂・TBSにゴールすればクリア。大人数で3組に分かれる場合は1組80秒（90秒のときもあった）、計4分（4分30秒）以内にゴールすればクリア。
備考
このバージョンはセガサターン用のソフトウェア（開発はケイブ）として製作され、視聴者プレゼントされた（非売品）。パッケージにはバイクに乗った関口と渡辺の写真が使用されている。
このバージョンから、ゴールがTBSのTFP2のスタジオということになっている。デラックスでは4代目のスタジオセット。

#### デリソバゴールド
2003年8月11日（第425回）に登場した3代目のバージョン。長野県の信州上田をスタートして小諸→軽井沢→藤岡→所沢→六本木のチェックポイントを順に過ぎてゴールの赤坂・TBSを目指す。信州・上信越道・関越道・東京都内と大きく4つのゾーンに分かれている。
信州上田をスタートをした直後は未舗装の道を走りながら赤いトラクターや工事現場を避けていき、小諸直前では「風船注意」の看板と共にサーカスの風船が飛んでくるトラップが6回にわたって登場（道の脇には笑っているピエロがいる）、小諸通過後は走る牛が障害物として登場する（ぶつかると怒る）。牛の地点を通過した後は乗用車やトラックが障害物として登場するようになる。軽井沢直前では高速道路に碓氷軽井沢ICの料金所のETCレーン（一般レーンはゲートが閉鎖されており、バーに衝突すると転倒してしまう）を通って進入（ETCを通過する）、軽井沢通過後は雷や前バージョン同様バナナの皮を投げてくるゴリラが乗ったトラックがヘリコプターに運ばれて登場（デラックスと異なり、バナナの皮を踏んでもスピードダウンはしなくなった（一定時間スピンしてコントロールできなくなるのみ）。）。藤岡通過後の関越トンネルには工事現場がある。トンネルを抜けた後は所沢直前で所沢ICを通って一般道に降りる（ここもETCを通過する）。所沢通過後の東京都内では自動車やトラックに加え脇に停車している都営バスやあおり運転のタクシーが障害物として登場し、さらに途中の都電荒川線の踏切待ちでは強制的に停車させられる。六本木通過後は立体交差点（脇道は道路工事のため通過できない）の上を通過、終盤には横断中の散水車（ぶつかると運転手に怒られる）が2回（1回目は1台、2回目は2台）にわたって障害物として登場する。最後はTBSにたどり着けばゴール。
クリアポイント
前半・後半各2分、当初女性ペアは前半・後半各2分15秒だったが、後にハンデなしとなった。大人数で3組に分かれる場合は1組80秒（90秒のときもあった）、計4分（4分30秒）以内に赤坂・TBSにゴールすればクリア。
備考
デラックスではひらがな表示だった信州・関越・東京が漢字表示になった。
この代からプレイヤー車の挙動が変わり、デラックスまではバイクを傾けると左右に平行移動していたものが、ゴールドからは若干旋回するようになったため、操縦難易度がかなり増した。そのため、思うように直進できなくなり障害物を避ける際には路肩に引っかかったりするシーンが多く見られるようになった。
コースアウトすることがなくなり、それによってコース脇の木などにぶつかって転倒ということはなくなった。また車に接触してもある程度の衝撃には耐えられるようになった。その代わり、コースの縁にぶつかると大幅にスピードダウンしてしまう。
信州・関越・東京の境目はトンネルから料金所に変わった。料金所の柱も障害物の一つである。
ゴールドのゴールした時のTBSのTFP2スタジオセットは5代目。女性従業員は横田佳織・藤村春菜になっている。これは本家が6代目以降になっても変わらなかった。
デリソバシリーズで最も難易度が高く、初登場から4ヶ月後の2003年12月22日（第440回）で、 山本圭壱（極楽とんぼ）・石井一久ペアが初めてクリア。
ゲーム中のBGMはグランプリ時代から変わらないものを当初は使用していたが、2005年のリニューアル時に変更。変更後は前半と後半で異なるBGMが使用されている。
2009年4月23日放送分の松本潤・勝村政信・小池栄子の回ではゴールのTBSの入口の扉が開き、TFP2のスタジオが見えた瞬間に時間切れになった。支配人は「この絵をちゃんと見るのは初めて」と語った。
※ゲーム版（Wii版）ではチェックポイントがない。難しいでは関越・東京エリアにところどころオイルがあり、オイルの上を通過するとバナナの皮同様滑ってしまうほか、車両の数が多くなる。

#### デリソバエクストリーム
TFP2017夏で初登場した4代目のバージョン。風船とトンネルと散水車はカットされた。
長野をスタートして軽井沢→高崎→所沢→新宿の各チェックポイントを通過してゴールの赤坂・TBSを目指す。信州・碓氷・関越・都心の4つのエリアに分かれており、更に軽井沢と所沢の2ヶ所ではコースが左右二手に分岐する。
信州エリアで長野をスタートをして未舗装の道で走る赤いトラクターや工事現場・「牛に注意」の看板と共に登場する牛が用意されている。
信州エリアを過ぎ、軽井沢チェックポイントを抜けると、碓氷エリアで峠道ルートと高速ルートに分かれ、どちらか一方の道を通る。
- 峠道ルート - 碓氷峠を経由し、高崎ICから高速道路に入るルート。「キリ多発走行注意」の看板と共に濃い霧がかかって見通しが悪い上、左右に曲がりくねったカーブで走りにくく遠回りになるが、車や障害物が無いので、せいろを落とさない限り転倒する事はない。このルートを通っている間はモニターの前に置かれた装置から霧が噴き出す中で運転しなければならない。最後の料金所を通る際は、3本あるレーンのうち中央の一般レーンは閉鎖されているため、左右のETC専用レーンを通らなければならない。
- 高速ルート - 碓氷軽井沢ICから高速道路に入るルート。料金所を通る際にETC専用レーンを通らなければならないのは峠道ルートと同じ。緩やかなカーブでスピードを出しやすく近道になるが、自動車やトラックが走っているため、ぶつかって転倒しやすい。

碓氷エリアを過ぎ、関越エリアで高崎チェックポイントで合流すると、デラックスやゴールド同様、バナナの皮を投げてくるゴリラを乗せたトラックがヘリコプターで運ばれて登場する。自動車とトラックが障害物になる。
関越エリアを過ぎ、所沢チェックポイントを通過すると、東京都心エリアで下町ルートと湾岸ルートに分かれ、どちらか一方の道を通る。自動車やトラックに加え脇に停車している都営バスやタクシーが障害物になる。
- 下町ルート - 浅草の雷門を経由するルート。このルートでは東京スカイツリーが背景として映っている。ゴリラのトラックは、湾岸ルートを走るためいったん別れるが、雷門を過ぎると再び合流する。
- 湾岸ルート - 横浜の中華街を経由するルート。この時、ゴリラのトラックは湾岸ルートを通る。

新宿チェックポイントで合流するが、チェックポイント手前で都電荒川線（東京さくらトラム）の踏切による強制停止があり、ゴリラのトラックの手前でバイクが止まる。この時アクセルを全開にする指示が出され、アクセルを回してゲージを満タンにすると、バイクの前半分が浮き上がり、バイクがウィリー状態となる。踏切が開くと一時的にスピードアップするため、ゴリラのトラックを追い越しやすくなる。この際トラックのどこに止まるかで追い越しの難易度が変わる（トラックの真ん前より、隙間のある右端か左端に止まる方がいい）。
新宿チェックポイントを通過すると、最後は六本木の立体交差点（脇道は道路工事のため通過できない）を通り、ゴリラのトラックはゴールの少し手前で停車する (前触れもなく路上の真ん中に停車するため、トラックの直後を走っていると止まりきれずに転倒し致命的なタイムロスに繋がることもある)。最後は赤坂（TBS）に到着してゴールとなる。
クリアポイント
制限時間は少人数の場合は、前半・後半それぞれ120秒ずつ、計4分以内に赤坂・TBSにゴールすればクリア。TFP2019冬では前半・中盤・後半それぞれ80秒ずつ、計4分以内に赤坂・TBSにゴールすればクリア。
備考
オープニングでホンジャマカがバイクに乗っており、恵がライダー役、石塚がそば持ち役でデモンストレーションを担当する。この時モニターにはデモンストレーション用のコースが映し出されている。
この代からそば持ちが持つせいろの数が6つ（固定されていないのは5つ）から5つ（4つ）へ変更されたが後に6つに戻る。
序盤の未舗装の道や赤いトラクターや工事現場や牛、中盤のETC専用レーンや車やトラックやゴリラのトラック、終盤の停車している都営バスやタクシーや都電荒川線の強制停車の踏切など一部ゴールドから引き継がれている所もあるが、サーカスの風船やトンネルやゴール直前の散水車が無くなり、牛や都営バスや散水車に衝突した際に牛や都営バスと散水車の運転手が怒る演出も無くなった。転倒が多かったスポットが多くカットされているのもあり、ゴールドより難易度は下がりクリア率もそれなりにあった。
画面上のプレイヤー車はこれまでと異なり、いくら車体を傾けてもライダーおよびそば持ちが体勢を一切変化させることがなくなったため、体やそばが垂直のまま左右へ車体を傾ける（速度計の針のような傾き方）という不自然な挙動が目立つようになった。
関越エリアの途中に、ゲストが出演する3つのドラマのタイトルロゴが描かれた看板が立っている。
TFP2019冬ではゲストが出演する6つのバラエティ番組のタイトルロゴが描かれた看板も立っている。
画面表示と2代目の前半と後半と異なるBGMはドラマ大集合SPも継続していたものの、新たにチェックポイント名が表示されるようになった。
初クリアはTFP2017夏での、日曜劇場『ごめん、愛してる』チーム（長瀬智也〈TOKIO〉・吉岡里帆・坂口健太郎・大竹しのぶ）。

### ニュー・ブロードウェイ・ジョー（旧称・ブロードウェイ・ジョー）
1994年5月23日（第7回）から2011年3月7日まで登場した、アメリカンフットボールを模したアトラクション。
ルール
1人がボールを1度地面に付け、股の間を通して相手にパスをして人形にタックル。タックルの強さに応じてゴール前の3体の人形が最高3体下に下がり、ゴールが開いている間にもう1人がパスされたボールをキャッチして、ヘルメット型のゴールに向かって投げる。制限時間は60秒で前半・後半に分けて、前半戦が終わると役割を交代する。初期は、ゴールゲートがタックルの強さに応じて下に下がる方式、前半と後半に別れておらず、1球ごとに役割を交代していた。床に白いラインが引かれており、そのラインから前に出て投げるのは反則。
クリアポイント
1996年頃から2分以内に15球ゴールでクリア。
ブロードウェイ・ジョー時代は90秒以内に7球ゴールでクリア。ニュー・ブロードウェイ・ジョー時代初期、1996年頃までは90秒以内に8球ゴールでクリア。
備考
1994年8月1日（第17回）に第1アトラクションで登場した際、支配人が、「アレッ?まだあったの?コレ」と発言したことから、早く終了するアトラクションと思われたが、番組末期まで行われた。
1995年8月28日（第66回）から、「ブロードウェイ・ジョー」から「ニュー・ブロードウェイ・ジョー」と改題され、リニューアルされた。
副支配人いわく「一番体力を使うゲーム」である。
人形は初期は人の顔をしていたが、中期以降はロボットのような顔をしている。初回のみ入れば3点のカラーボールがあった。
タックルする側は全力ダッシュの繰り返しと同じであり、そのため酸素缶が用意されている。
ゲーム経過のテロップは、長らくミミックパラダイスと同じ形式のものを使用していたが、TFP2末期のテロップはゴールするごとにボールが点灯するようになった。
1996年末の大相撲スペシャルでは、力士ということもありタックルのパワーを測定する機械を設置。アトラクション後、タックルの力に感心した支配人の裁量により特別アトラクションぶちかまし大会を実施、タックルの力が一定を超えたら金貨というルールも付けて金貨を獲得していた。
2008年11月3日まではフランキー為谷が、3週間後の2008年11月24日以降は西秋元喜が脚立の上に座って、ゴールの真横でボールが入ったか否かを判定する審判役を務めている。
人形が2体下がる場合、右or左の人形残しなら、人形2体分のスペースが開いて入る面積が大きいが、真ん中の人形残しだと、右か左のどちらかを狙う人形1体分のスペースしかないため、運も大きく左右される。
前半までで10球以上入れている場合、合計15球ゴールで金貨1枚、合計25球ゴールで金貨2枚となる場合がある。また、2008年6月9日の品川祐（品川庄司）・上地雄輔ペアは、上地が投げ手となった後半のみで15球ゴールさせた為、このアトラクションでは異例の金貨2枚獲得となった。
最後にクリアをしたのは2011年1月10日。

### フィジカルメール（旧称・フィジカルワードプロセッサー→フィジカルワープロ）
1994年11月21日（第31回）に初登場したアトラクション。
ルール
立てて置かれた人の背丈ほどの巨大なJIS配列のキーボードを2人で操作して、モニターに表示される穴埋め問題（例題：「関口宏の『?』フレンドパーク ドラマ大集合スペシャル!!」）の答えの言葉（例題の正解：『東京（とうきょう）』）の文字を打ち込む。入力方法はローマ字ではなく仮名で入力。「が」「ぱ」などの濁音・半濁音の文字は、文字キーで文字を打ってから濁点・半濁点キーを押す。「ゃ」「ゅ」「ょ」「っ」などの小文字は、1人がシフトキーを押しながら、もう1人が文字キーを打つ。モニター前には大きなボタンの送信（ワープロ時代は『確定』）・削除・変換キーがあり、解答のかな入力が終了したら変換キーを数回押して正しい漢字に変換し、変換ができたら送信キーを押して正誤判定される（この一連の動作は2人で分担することが多い）。文字を打ち間違ったら削除キーで文字を削除し、変換中に入力し直す場合は削除キーを押して入力状態に戻す。TFP2021冬では、各チームがテーマを選択することができる。
観客が答えや文字キーの位置、入力ミスを教えることが認められており、支配人・副支配人・応援団長（小林（日曜劇場チーム）・石塚（火曜ドラマチーム）・恵（金曜ドラマチーム））も教えることがある。出題内容は慣用句や一般常識、放送当時の時事問題が主で誰でも答えが分かるような簡単な問題であるが、稀にゲストが答えを知らない場合がありその場合も観客の指示を聞いて解答することが認められる。
TFP2019冬からは、キーボードのボタンが6面タッチパネル、送信・削除・変換キーが通常のプラスチックボタンとなり、タイムオーバーになると、画面がデジタルキーボードから『NOT CLEAR』に変わる。TFP2020冬では、キーボードに挑戦者の表情を映すカメラが付いている。
クリアポイント
3分間で9問正解でクリア。スペシャルでは4分間で12問正解でクリア。
備考
よくあるタイムロスとして下記の通りがある。
- 変換の言葉のリストは、「とうきょう」→「投教」など普通のワープロでは出て来ないような、漢字の組み合わせが出ることがあり、正解の言葉が変換リストの最後に設定されていることが大半。また、正解の言葉を過ぎてしまうと戻ることが出来ないので、再び正解の言葉を探し出さなければならない。
- 挑戦者が操作するボタンは、確定（メール時代からは『送信』）・削除・変換キーの3つしか無いため、途中で文字の打ち間違いに気付くのが遅れると、削除キーで打ち間違えた以降の文字も含めて削除しなければならない。
- 「ず」や「づ」といった、同じ読みでの打ち間違い、余計な文字の打ち間違いで、意味の通じない言葉の状態で変換キーを押すと、反転カーソルの文字が含まれる、意味不明な間違い変換がされる事があり、また再度打ち直さなければならなくなってしまう。
- 問題文が、例えば「高校野球が行われる球場は『?』園」などとなっている場合、思わず、正解が「甲子園」と思ってしまいがちだが、既に問題文に「園」が出ているので、「甲子（こうし）」だけで解答しなけらばならず、「甲子園（こうしえん）」と解答してしまうと不正解と判定される。「甲子園」は意味不明な言葉では無いため、変換しても普通に「甲子園」と表示されて反転カーソルは出ず、挑戦者が不正解で有ることに気付き難い。

上記のこれらを防ぐべく、観客の指示を聞くことが重要になる。不正解を出してしまうほど、クリアが難しくなる。
2003年9月29日のスペシャルから、「フィジカルワープロ」から「フィジカルメール」と改題され、確定キーが送信キーに変わるなど、アトラクションが大幅にリニューアルされた。また、一時期はメールを思わせる文体となった。
2005年10月3日から、セットとルール説明のBGMと効果音とテロップは変わらなかったが、ゲーム中のBGMが変更された。
番組初期、アトラクション開始前のルール説明において夢工場ドキドキパニックおよびスーパーマリオUSAの地上BGMが使用されていた。

### チュチュバスターズ
1995年1月23日（第38回）に初登場した、モグラたたきとボクシングを合体させたアトラクション。オープニングでのルール説明のBGMは映画『ゴーストバスターズ』のテーマソングのパロディ。小林従業員が実況を担当する。2020年では撮影にドローンを用いられた。2021年には登場しなかった。
ルール
部屋の中にネズミが潜んでおり、挑戦者はボクシンググローブをはめ、部屋を駆け回りながら出て来るネズミをパンチでたたいて（出現が下の方であればキックも可）得点を得る。
2人の場合は3ラウンドに分かれ、各ラウンドの制限時間は50秒、第1・2ラウンドは1人ずつプレイ、最終ラウンドはペアでプレイする。
スペシャル時や多人数時は前半に1人1ラウンド20～30秒ずつ行い、全員の順番が回り終えたら、残り時間（50～150秒）はフリーペア。フリーペアの時間が長いとボスネズミも往復することになるので一気に2000点獲得となる。
タイムオーバーで、炭酸ガスが一気に噴射される。余りにも強くたたいたり横から強くたたいた結果ネズミが吹っ飛んでしまう、後述のボスネズミがうまく作動しないと故障することも多々あり、ノルマを達成できなくても支配人の裁定で特別にクリアとなったケースがある。
現在使用されているボクシンググローブは赤と青の2色（ちなみに、TFP2019冬はチームカラーとなっており、バラエティー、1月新ドラマの2色、TFP2019夏・TFP2019秋では、赤・緑・青の3色。TFP2020冬ではバラエティーチーム、ドラマチームの2色）。
ネズミ
小・中・大の3種類のネズミがいる。サイズによって叩いた時の鳴き声が異なる。
- 小ネズミ：基本的なネズミ。1度にたくさん出現し、1発パンチで10点。
- 中ネズミ：第1・2ラウンドで時々出現する1回り大きいネズミ（正面・後方・天井におり、どれか1匹が出現。予告として上部から炭酸ガスが噴射する）。一定時間内に10発パンチで200点（それスノ版は100点）。基本的に1人1匹ずつ倒すことになる。フリーペア時に出てきた場合は必ず2か所同時に出現する。
- ボスネズミ：最終ラウンドでのみ2体セットで出現する、人間の背丈ほどもある巨大ネズミ。折りたたまれた状態で準備され、出現すると起き上がり画面向かって右から左にゆっくり移動するが、3人以上の場合は左から右に移動する場合もある（予告として重低音とともにスタジオの照明が暗くなる）。起き上がってから通り過ぎるまでの間に50発パンチ（それスノ版は99発）で各500点になる。両方倒すと1000点。初代（1995・1996年）は悪魔のような姿、2代目（1996年 - 2011年）は装甲を纏った巨人、3代目（ドラマ大集合SP!!）はマントを着た機械的な姿となっている。なお、土台につけられた7セグメントの赤デジタルで、パンチの残り回数が表示される。

基本的に、中ネズミは第1・2ラウンドに1匹ずつしか出ないが（スペシャル時や多人数時は前半ラウンドに1人1匹ずつ）、1回のラウンドに1匹も出なかったり、1回のラウンドに2匹出たり（この二つの事例はスペシャル時のみ）、最終ラウンドに出現したこともある（通常放送、スペシャルを問わず）。
クリアポイント
男性ペアは2分30秒以内に3000点獲得でクリア、男女ペアは2800点獲得でクリア、女性ペアは2700点獲得でクリア、TFP2019冬では4分以内に5500点獲得でクリア、TFP2019夏・TFP2019秋では3分以内に4500点獲得でクリア、TFP2020冬では4分以内に5700点獲得でクリア、それスノ版では3分以内に4000点獲得すれば自動的に金貨2枚獲得。ゲストの人数が多人数時はクリアとなる点数が状況に応じて変わる。

### ンゴボコ
1996年5月27日（第98回）から2011年2月28日まで登場した、体感型アクションゲーム風のアトラクション。2008年5月26日からは一部のステージがリニューアルされた。
ルール
2人が腰にセンサーを装着、モニターに巨大な石の硬貨の穴に棒を通し、前後に持っている原始人（男性挑戦者なら男性、女性挑戦者なら女性の原始人。初期は前は女性、後ろは男性で固定されていた）を操作して、障害物をよけたりボスを倒しながらゴールの「まんもすや」（肉屋）に到達させる。基本動作はジャンプとしゃがみで、腰に付けたセンサーバーによってゲストの動作がモニターの原始人の動きに連動している。そのためセンサーバーが腰より上の部分に装着されていると、モニターの原始人が勝手にジャンプしてしまう。障害物に当たると転倒や飛び上がったりするアクションの後に当たらなかった方から怒られてロスになる演出が導入される。
ステージクリア毎のインターバルがなく、時計は止まらずに次のステージに進行する。そのため、次のステージに行く所やナゾパーのルール説明の所で時間切れになるケースもあった。
| ステージ       | Ver.1 | Ver.1 | Ver.2 | Ver.2 |
| ステージ       | 内容 | BGM | 内容 | BGM |
| -------------- | --- | --- | --- | --- |
| 第１ステージ   | 鳥（オレンジ色）が落とす糞をジャンプで回避しながら進む。2人回避で成功（前の原始人が避けても、後ろの原始人が避けられなければ成功にはいけない。これは以後の障害物も同様）となりこれを6回する。低空飛行の際にも糞が落とされ、その場合も糞を落とすタイミングが遅く、後ろの原始人がしゃがんで避ける場合がある。鳥（オレンジ色）は低空飛行してくることもあり、糞が落とされなかった場合は二人ともしゃがんで避け（かわした数にカウントされない）、落とされた場合はしゃがんで避ける（かわした数にカウントされる）。 | 『ジャングルの王者ターちゃん』のヂェーンのテーマ | 低空飛行の鳥（オレンジ色）から糞が落とされなくなり、クリアするのにかわさなければならない糞も4つに減った。それ以外はVer.1と同じ。 | 低空飛行の鳥（オレンジ色）から糞が落とされなくなり、クリアするのにかわさなければならない糞も4つに減った。それ以外はVer.1と同じ。 |
| 第２ステージ   | サルが落とすか水平に投げるかするバナナの皮をジャンプでよけたりしゃがんだりして5つ避ける。 | 不明 | 原始人に向かって来る子ワニ（カーキ色）をジャンプでかわして進む。子ワニ（カーキ色）は「そのまま突進してくる」「1度止まった後に向かって来るか、何度か引き返すか来るかといったフェイント」をするため、難易度が高い。第1ステージ同様2人かわして成功で、5匹かわす。                                                                           | 『ジャングルの王者ターちゃん』のアナベベのテーマ |
| 第３ステージ   | 子ワニ（カーキ色）のフェイントがなく2匹同時出現もあり、かわすと2匹分カウントされる。6匹かわすとクリア（ワニ池へ直結）。それ以外はVer.2の第2ステージと同じ。 | 子ワニ（カーキ色）のフェイントがなく2匹同時出現もあり、かわすと2匹分カウントされる。6匹かわすとクリア（ワニ池へ直結）。それ以外はVer.2の第2ステージと同じ。 | 次の3つのステージの中から1つが選ばれる。2008年5月19日までは1.のみだった。 1. 洞窟でトロッコに乗りながら、コウモリや天井をしゃがんでかわして、松明の炎（青色）を4つ飛び越える 2. ジャングルでカメレオン（緑色）の舌をしゃがんで避けながら蜘蛛を4体飛び越える 3. 船に乗りながら、トビウオをしゃがんでかわしつつ、鮫（水色）を4体飛び越える | 『がんばれゴエモン〜ネオ桃山幕府のおどり〜』のド・エトワール戦（1.） |
| ワニ池         | コースマップに表示されていないが、第3ステージから直結している（地面・背景の色も第3ステージと同じ）。池の上を前後に移動するリフトへ飛び乗り、リフトが奥の方へ進んだら、再びジャンプをして進む。時折、池から顔を出すワニ（黄緑色）に接触するか池に落ちるかした場合はリフトに乗る所からやり直し。また、ジャンプも2人が一緒のタイミングで飛ばないと、進まずに元の場所へ着地してしまう。それ故、このワニ池で時間を大きく費やすことがある。                                                                      | 『戦え原始人3 主役はやっぱりJOE&MAC』のフブーク平原 | 地面・景色の色が変更され第3ステージとも別エリアとなった。それ以外はVer.1と同じ。 | 地面・景色の色が変更され第3ステージとも別エリアとなった。それ以外はVer.1と同じ。 |
| 第４ステージ   | 画面に向かって右側の挑戦者がローラーを回転させて「なまけドラゴン（濃いピンク色）」を平坦な道から窪んだ穴に落とす。 | 不明 | なまけドラゴン（濃いピンク色）が左側の原始人に炎を吐くようになり、道も平坦な道から坂道に変更され、左側の原始人は炎をジャンプとしゃがみでかわさなければならない。炎に触れた場合はメーターが少し押し戻されて若干のタイムロス。それ以外はVer.1と同じ。                                                                                      | なまけドラゴン（濃いピンク色）が左側の原始人に炎を吐くようになり、道も平坦な道から坂道に変更され、左側の原始人は炎をジャンプとしゃがみでかわさなければならない。炎に触れた場合はメーターが少し押し戻されて若干のタイムロス。それ以外はVer.1と同じ。 |
| 第５ステージ   | 喋る恐竜「ナゾパー」（声：銀河万丈（代役：石井康嗣））の出題する2択クイズに解答。正解だと思った選択肢側の挑戦者が3秒以内にジャンプする。正解で「よろしい」、間違った選択肢側の挑戦者のジャンプで「違う!」、出題から3秒過ぎると「時間切れじゃ」、2人同時ジャンプで「こたえはひとつ!」とそれぞれコールされる。3問正解でクリアとなり、その後ナゾパーが石化。左側の挑戦者がパンチ・キックセンサーにパンチやキックをして石化したナゾパーを壊す。                                                                | 『爆走兄弟レッツ&ゴー!!』の「背景音楽3 ③恐怖」 （クイズ） 『戦え原始人3 主役はやっぱりJOE&MAC』のフーバー戦（ナゾパーの破壊）                               | Ver.1と全く同じ。 | Ver.1と全く同じ。 |
| ラストスパート | 骨（白色）のハードルを3本を跳び越す。クリアで「まんもすや」に到着、ゴールとなる。 | 『スーパードンキーコング』の森ステージ（ステージ） 『ワイルドトラックス』のゴールファンファーレ（ステージクリア）                                           | Ver.1と全く同じ。 | Ver.1と全く同じ。 |

クリアポイント
5分以内にゴールの「まんもすや」（肉屋）に到達できればクリア。ゴールできた場合は原始人が「まんもすや」に入り買い物をし「オメデトウ!」の文字が表示される。タイムオーバーになった場合はナゾパーの笑い声とともに原始人の上から「時間切れ!」の文字が降ってきて倒れる場面が映る。
備考
「ンゴボコ」とは古代の言葉で「重い石のお金を持って遠くまでお買い物に行くのは大変ね」という意味であることが初登場時に副支配人の口から語られた。
このアトラクションは、挑戦者が2人の時しか登場した実例がない。
後述する期間限定アトラクション「オーノー」が行われた2000年11月20日(第302回)・12月11日(第305回)・2001年1月8日(第307回)期間中は、行われなかった。

### パニックリンゴスキーシリーズ

#### パニックリンゴスキー
1996年12月30日（大相撲SP）から2007年6月4日まで登場した、セットのモニター画面を見ながら行うアトラクション。
ルール
1人が画面の照準に合わせて木に生っているリンゴを狙い、弓を弾いて矢を放ち、リンゴに当ててリンゴを地面に落とし、もう1人は籠を背負い（キャッチするのは画面上のキャラクターのため、籠を背負うのは単なる演出。なお初期は籠が無い状態でプレイ）、センサーを左右に動くことにより画面内のキャラクター「リンゴスキー」を操作し、リンゴをリンゴスキーの背中の籠で受け止める（籠にリンゴを当てる必要はなく、籠を含むキャラクター自体に接触すれば獲得とみなされる）。リンゴは出現したり消えたりするので、リンゴが出現している内に矢を当てなくてはいけない。
弓は引くと白いランプが点灯、戻すとランプが消灯、そこで矢が放たれる仕組みになっている。撃たれて落ちるリンゴが別のリンゴに当たって、イレギュラーバウンドすることもある。
途中飛んでくる気球にぶら下がっている金のリンゴを矢で当て、キャッチすれば一気に3個獲得（リンゴメーターも3つ分金色で表示される）出来るが、気球に当ててしまうと飛んでいってしまう。その後、飛行機に乗った敵キャラクター「ジャマー」が登場、電撃を放って妨害してくる。3回矢を当てると追い払うことができるが、追い払えずジャマーが放つ電撃を受けるとリンゴスキーは気絶する。リンゴスキーが気絶した場合は、2人が向かい合って中央の足踏みセンサーで合計40回地団駄を踏んでリンゴスキーを復活させなければならない（リンゴスキーに一度電撃が当たった時点でジャマーは退場する）。ジャマーは一定時間経過でも退場する。
クリアポイント
前半・後半各90秒、3分間でリンゴを計20個キャッチすればクリア。3回戦の場合は各80秒、4分間でリンゴを計25個キャッチすればクリア。
備考
ルール説明のBGMは「ベンキ’n ペンギン」（出典：コナミ「セクシーパロディウス」、コナミ矩形波倶楽部作曲）のイントロをカットしたバージョン（原曲が「剣闘士の入場」の部分）、ゲーム中のBGMは「走れ!走れ!それ走れ!」（出典：コナミ「極上パロディウス」、コナミ矩形波倶楽部作曲。原曲「ウィリアム・テル序曲」）を使用していた。
ジャマーはほとんどは前後半の後のほう（金のリンゴの後）で出現するが、前半かなり多くリンゴを獲得していた場合、後半は始めのほうで出現することがある。
女性ゲストが矢を放つ役の時などには放つ時にブレてしまいやすく、時には間違えてリンゴスキーに当ててしまうこともある。この時、リンゴスキーが怒ってしまうのでタイムロスとなる。
リンゴは撃たれた後大抵真下に落ちてくるが、時折別のリンゴに当たってイレギュラーバウンドすることがある。また、金のリンゴは撃ち落としても真下には落ちず、かなり左右に揺れながら落下してくる。
難易度は高く、2002年12月に放送された王様のブランチで当番組が特集されたとき、（当時の）クリア率ワースト1位と紹介されていた。
初登場回で、初のクリア。
2006年10月9日放送分のバレーボール日本代表のスペシャルで、最後のクリアとなった。

#### パニックリンゴスキー2
2010年9月20日から2011年3月21日まで登場した新バージョン。
ルール
基本的なルールは初代と同じ。リンゴスキーが禿の男から農家の老人に変わり、木に顔がついているなど、グラフィックが変わった。
リンゴのイレギュラーバウンドはなくなるが、リンゴスキーだけでなくリンゴの木の顔を撃ってしまうと、木が怒って左右に一定時間動くため、狙いづらくなる。
弓は引くとリンゴランプが点灯、戻すとランプが消灯、そこで矢が放たれる仕組みになっている。
金のリンゴを矢で当てて拾えれば、約8秒間のボーナスステージに突入。リンゴが3列に並んだ状態で大量に出現、放つ矢も縦3本になって大量獲得のチャンスとなる。
空が赤くなり、三角枠の中に入った「!」マークが出現した後、樽が転がってくる。その場合はセンサーの右横にある木の枝のセンサーにぶら下がって避ける。また、空が暗くなると初代のジャマーに相当するUFOが出現して 光線を放ってくる。樽やUFOの光線に当たるとリンゴスキーが気絶する。リンゴスキーが気絶した場合は、2人が向かい合って中央の足踏みセンサーで合計20回地団駄を踏んでリンゴスキーを復活させなければならない。なおUFOや樽は初代のジャマーよりも簡単に消える。
クリアポイント
前半・後半各90秒、合計3分間でリンゴを50個キャッチすればクリア。
備考
オープニングでは石塚が弓を、恵もしくは田中が籠を担当してルール説明をしていた。
2011年3月21日（レギュラー放送で最後の通常回、かつこのゲーム最後の実施）では東日本大震災の影響により、テレビ番組において「パニック」という単語が自粛されていたため、アトラクションのタイトルから「パニック」を削って「リンゴスキー2」として放送された。「パニック」は2011年2月14日で、最後に表記された。また、同年の3月21日放送分では最後のリンゴをキャッチする寸前に時間切れとなり、モニターにNot Clearedと表示が出るも、副支配人の抗議とゲストの坂本冬美と藤あや子の懇願により、支配人はクリアと認めた。
前述通り、旧バージョンは2002年に当時のクリア率ワースト1位と紹介されていたのに対し、こちらはクリア率はある程度あった。

### フラッシュザウルス
1997年3月17日（第135回）に初登場したアトラクション。
ルール
シングルバージョン
ポンプ役がポンプで円筒形のカプセルを上げ（女性・60歳以上の挑戦者は、ハンデとしてカプセルが3分の1上昇、そこからのスタートとなる）、上まで上がった秒数が8秒以内で「超低速」、13秒以内で「低速」、18秒以内で「中速」、23秒以内で「高速」、30秒以内で「超高速」（開始当初は上まで上がった秒数が10秒以内で「超低速」、後は5秒刻みで異なる）と5段階に異なるスピードの「光」が恐竜の背中にあるレーンから（橙色の恐竜時代）、ザウルス君から見て目の前のレーンから（ザウルス君（緑色）時代）足跡が描かれた濃いピンク色の枠内の停止スイッチに向かって流れてくるが、30秒以内にカプセルを上げられないと失敗となる。「光」が流れるスピード決定後は照明が暗くなり、3カウント後に、恐竜の背中にあるレーンから（橙色の恐竜時代）、ザウルス君から見て目の前のレーンから（ザウルス君（緑色）時代）「光」が流れ（2017年より「3→2→1→GO」のカウントダウンが表示されるようになった）、ジャンプ役がその「光」を高台のジャンプ台から跳び下りて、足跡が描かれた濃いピンク色の枠の停止スイッチ（普通の電球2個分の余裕がある）に着地して「光」を止める。濃いピンク色の枠内の停止スイッチに「光」を止めると成功、止められないと失敗となる。跳ぶ時は必ず両足跳び・両足着地でなければならないが、以前は片足で跳ぶ人もいた。TFP2018冬以降は、ポンプ役を途中でチームメイトと交代可能となっている。
ダブル・トリプルバージョン
2009年3月2日から、ゲストが3人以上の場合の新ルール。ジャンプ側は人数に応じてレーンを最大3本まで増設される。「光」のスピード決定後は、1人ずつ順番に同じスピードで流れてくる「光」をジャンプ側がジャンプして止める。ジャンプする順番変更は自由となっている。2009年3月は、挑戦権は前半・後半の各3回、計6回にジャンプ側の人数を掛けた本数を行う（例えば、ダブルバージョンの場合、前半・後半の各3回、計6回にジャンプ側の人数の2人を掛けた12本となり、トリプルバージョンの場合、前半・後半の各3回、計6回にジャンプ側の人数の3人を掛けた18本となる。）。2009年4月2日からは、ジャンプ側が連続で全員成功して初めて成功となり、前の挑戦者が失敗してしまうとその時点で失敗となる。挑戦権は前半・後半に各3 - 4回ずつ（序盤・中盤・終盤に各3回の場合もあり）となっている。
クリアポイント
- シングルバージョンは8回中3回成功でクリア、スペシャルは9回中3回成功でクリア。ドラマ大集合SPでは各チーム1人1回ずつ計3人（TFP2019冬では2チーム1人1回ずつ計5人が挑戦して、TFP2019夏以降は各チーム4回挑戦して）が挑戦して、1回でも成功すればクリア。それスノ版では、各チーム3回挑戦して、1回成功するごとに金貨1枚獲得。最大で金貨3枚獲得できる。
- ダブルバージョンは6回中2回2人連続成功でクリア（2010年8月9日は5回中1回2人連続成功でクリア）。2009年12月3日までは8回中3回2人連続成功でクリア（8回中2回2人連続成功でクリアの回もあった）。2009年3月2日放送分は12本中5本成功でクリア。
- トリプルバージョンは6回中1回3人連続成功でクリア。2010年5月10日までは9回中2回3人連続成功でクリア（8回中2回3人連続成功でクリアの回もあった）。2009年3月16日放送分は18本中6本成功でクリア。2009年3月9日放送分は18本中7本成功でクリア。TFP2最終回は、初期のルールが復活して行われた。

備考
アトラクション開始前のルール説明のBGMは『爆走兄弟レッツ&ゴー!!』の「鷹羽二郎丸のテーマ」を使用している。初期のBGMは「むちむちボインビーいらっしゃ〜い」（出典：コナミ「実況おしゃべりパロディウス〜forever with me〜」、コナミ矩形波倶楽部作曲）を使用していた。その後変更された2代目のBGMはドラマ大集合SPでも継続して使用されていた。
停止スイッチの前後には、ジャンプした勢いで停止スイッチから飛び出して電球を踏み壊さないためのプラスチックカバーがあり、さらに電球に沿って1から5までの数字が書かれ、失敗の際にどれくらい早かった・遅かったかが分かるようになっている。
ポンプを押して、その分の空気がカプセルの浮かぶパイプに流れこむまでに、僅かなタイムラグがあり、その間に再びポンプを押しても空気は効率よく注入されないため、慌ててポンプを押しても体力を消耗するばかりで結果的にタイムロスとなる。一定のリズムで小気味よくポンプを押すのがポイントとなる。
ゲストによっては、「低速」「超低速」では逆にタイミングが合わない場合もある。
ジャンプ台の後ろにセットの装置があり、上に乗らないように書いてあるが、いかにもジャンプ台に登るためのステップに見える位置に設置されているため、ゲストが間違って乗ろうとして支配人・副支配人に注意されることがある。
オープニングでホンジャマカのデモンストレーションを放送することがあり、石塚がポンプ、恵がジャンプを担当するが、ダブルバージョン・トリプルバージョンでは西秋元喜や女性従業員も加わる。ポンプ役の石塚は「超高速」までわざと時間を稼ぐことが多いが、ジャンプ役の恵・西秋・女性従業員とも「超高速」を成功することが多い。
タイマーは開始当初、白い針の付いた花型タイマーで盤面には「すごくおそい」「おそい」「ふつう」「はやい」「すごくはやい」「ゲームオーバー」（途中から「超低速」「低速」「中速」「高速」「超高速」「失格」に変更）と分けられていた。後にモニター表示となって花型タイマーから円型タイマーに変更され、「ゲームオーバー」「失格」ゾーンはなくなった。ちなみに、円型タイマーに変更されてからは、ライム色が少しずつ赤色に変わっていく方式だった。TFP2017冬よりタイマーが速度別に色分けされており、TFP2017冬の色分けは、超低速、低速、中速、高速、超高速。TFP2017夏からの色分けは、超低速、低速、中速、高速、超高速。TFP2017夏よりタイマー内の30個あるゲージが1秒単位で減っていく方式に変更された。
1号機目は、「光」を発射する恐竜は6頭身程の橙色の恐竜だったが、2005年9月26日のスペシャルから番組マスコットのザウルス君（緑色）となった2号機目のセットが登場した。また、クリスマスシーズンには恐竜が赤いサンタ帽子、1998年末の横浜ベイスターズスペシャルでは、1号機目の橙色の恐竜が横浜ベイスターズの帽子をかぶっていた。
復活特番では、流れる「光」の電球がLEDに変更され、横長の口が少し開いたザウルス君（緑色）が台座に乗り、ザウルス君（緑色）の頭の位置が少し高くなったバージョンになるなど、デザインが一新された3号機目のセットが登場した。3号機は、ジャンプ台と停止スイッチの距離が1・2号機に比べ、短くなっている。またこの代ではタワーの頂上にカウントダウンのモニターが置かれている。
セットがザウルス君に変わった直後、流れる「光」の電球とカプセルが2006年頃までセットに一部マイナーチェンジされている。
2005年10月24日放送分において、亀田三兄弟がスペシャルチャレンジを含めオールパーフェクト（8回）を達成し、金貨を3枚獲得した。
2008年8月4日において、小倉優子が失敗の名誉挽回で「オグラトライ（OGURA TRY）」と題したエキシビションを実施したが、小倉は飛ばずに「光」がスルーしてしまった。
それスノ版では光の大きさが小さくなり、スピードも若干遅くなっている。

#### フラッシュシーサー
2006年9月25日のスペシャルのみ、実施された特別バージョン。ゲストの映画『涙そうそう』の舞台である沖縄にちなんで、「光」を放つキャラクターにシーサーの人形が使用された。

### ネヴァーワイプアウト
1998年5月11日（第187回）に初登場したアトラクション。ドラマ大集合SPでは毎回第2アトラクションとして登場。
ルール
2人（回によっては3人以上か全員）が大きいシーソーの上に乗り、支配人がボタンを押してオレンジ色のボール（発泡スチロール製）をレーンに落とし入れ、7段のつづら折りのレーンをシーソーで操ってボールを転がしていき、次の段のレーンにボールを落とす。これを繰り返して、プレイヤーから見て最終レーンの左斜め下で左右に動く船のカゴにボールを入れるとクリア。シーソーを傾けると波を模した全てのレーンも連動して傾く。全てのレーンの詳細は以下のとおり。ドラマ大集合SPでは参加人数が増えた。
1. 平坦（ここでボールを落としてしまうことも稀にある）
2. 平坦（稀に1段目から2段目への移行を失敗する場合がある）
3. 浅い波（中心に曲線の山が1つある2個の窪みがあるレーン。まれにボールがここで止まることがあるが、大抵の場合は止まることなく進むので平坦なレーンと同じと思ってもいい）
4. 高低差のあるレーン（中間地点が急な下り坂になってボールのスピードが上がる上、レーンの先端が上がっておりボールがジャンプするため、4段目から5段目へ移行する際のワイプアウトが多い）
5. 高い波（波の先端が尖がっている4個の窪みがあるレーン。4段目のシーソーの操作が早すぎると、5段目に落ちてから1個目の窪みで止まってしまうことが多い）
6. やや高い波（曲線の山が2つある3個の窪みがあるレーン。こちらも5段目のシーソーの操作が早すぎると、6段目に落ちてから1個目の窪みで止まってしまうことが多い）
7. 平坦（船のカゴにボールを入れるための最終関門）

制限時間はないが、シーソーを傾けるタイミングを間違えたりしてレーンの端からボールが地面に落ちてしまうと、「WIPE OUT」で失敗となる。またボールが波のレーンで止まってしまうことがあり、その際はシーソーで反動をつけて動かす。
波（レーン上のカーブ）に阻まれてボールが止まってしまうとBGMも停止するが、再び動き始めるとBGMが最初から流れる（イントロは流れない）。
特に5段目は波が高いため、かなりギリギリの所まで戻り反動をつけないと超えられないが、戻りが少しでも遅いと反動がつく前にボールを落としてしまうことも多々ある。戻した後は大概ボールの速度が速くなり、次の段のレーンで落とすことも少なくない。
最後に、プレイヤーから見て最終レーンの左斜め下で左右に動いている船のカゴにボールを入れる。ゴールの船のカゴの可動域は、レーンの先のボール2 - 3個分離れたところからレーンの真下までの可動域となっている。ボールがカゴに入らず、落ちてしまった場合もWIPE OUTとなる。
クリアポイント
4球（2010年6月7日以前は6球）中1球でも船のカゴに入れるとクリア。1998年のスペシャルでは普段より船が大きくなり、9球中2球以上が船のカゴに入れるとクリアだった。ドラマ大集合SPでは3球（TFP2018夏以降は4球）中1球を船のカゴに入れるとクリア。スペシャルチャレンジの場合、残りのボールもクリアすれば金貨2枚獲得。それスノ版では3球中1球でも船のカゴに入ればクリアとなり、金貨2枚獲得。
備考
1999年8月16日（第245回）の柳沢慎吾・宮本和知ペアで、3球目を失敗後、宮本が額に脂汗をかき、足を痛めて楽屋へ退場し、急遽観客の一般人男性が代役で参加。柳沢はその観客の一般人男性と協力して、4球目（観客の一般人男性との協力1球目）でクリアした。このアクシデントにより、第4アトラクションを「ハイパーホッケー」（引き続き観客の一般人男性が代打）、最終アトラクションを「クイズ!ボディ&ブレイン」（観客の一般人男性が宮本の代走）と順序を入れ替えて行われることとなった。TFP2最終回ではその回の楽屋裏も公開された。
2003年末スペシャルは、福岡ダイエーホークス（現：福岡ソフトバンクホークス）がスペシャルチャレンジも次々と成功し、金貨4枚獲得となった。これは後述の読売ジャイアンツの「ゴー!アップヒル」での6枚獲得に次ぐ、1アトラクションでの金貨獲得枚数だった。
2008年6月30日の大野智（嵐）・生田斗真ペアでは、3球目のボールが7段目のレーンとゴールのカゴに挟まり、ボールをカゴに入れようとレーンを上げて戻したが、直後にボールが真っ二つに割れてカゴに引っかかってしまうアクシデントが起きた。このアクシデントに対して支配人は「これは（ボールが割れたので）入ったことにはなりませんから」と判断し、ノーカウントでやり直しとなった。最終的にはラスト6球目で成功し金貨獲得した。
2008年7月28日の矢口真里とTKO（木本武宏・木下隆行）は、初めて2連続成功し金貨2枚獲得した。
2009年4月2日放送分のEXILEスペシャルでは、1球目のボールが排出口に引っかかった。会場が騒然となり、副支配人が「ちょっと待って下さい」と言った瞬間ボールがレーンに落ち、慌てて操作するも2段目でボールが落下。番組側のミスとして、この失敗はカウントされず仕切り直しとなった。
2011年2月28日の朝青龍明徳・吉田沙保里ペアは、朝青龍が中央で重心を動かし吉田のみ左右移動するという異例のプレイを行い、さらにそのプレイで金貨2枚獲得した。
2005年10月3日放送より、プレイ中のBGMが変更され以降もTFP2017冬以降も継続している。また、2007年12月24日の放送（K-1 PREMIUM Dynamite!!スペシャル）以降からセットが2号機にリニューアルされ、レギュラー放送最終回まで使用された。
- 1号機目：島と動物と海のイメージしたデザインになっており、セットの1 - 2段目には赤い鳥、2 - 3段目には青い鳥、3 - 4段目にはうさぎとサーフィン、4 - 5段目にはうさぎと浮き輪、5 - 6段目には黄色いイルカ、6 - 7段目には緑のイルカが組み込まれている。これらはその境の段でボールが落ちた際に揺れる。
- 2号機目：太陽と海をイメージしたデザインになっている。各段には光があり、ボールが落ちた際に光る。
- 3号機目：海をイメージしたデザインに[注釈 33]。

1球目で成功したのは4組のみ。1組目は紳助・和歌子ペア、2組目はWaT、3組目は倖田來未・misono姉妹、4組目はG線上のあなたと私、5組目はチーム日曜劇場『天国と地獄』(綾瀬・高橋・柄本・北村)。

### スペースカウボーイ
2000年3月20日（第272回）から2011年3月21日まで登場したアトラクション。
ルール
1人が操縦席に座り、手元にあるレバーで席を左右に動かし、もう1人がハンドルを回して操縦席を前後に動かす。操縦席の下のフィールドには、縦横無尽に不規則に動くエイリアンがおり、操縦者はボタンを押してボール（エサ）を落とし、エイリアンの中に入れる。エイリアンの中にボールを入れられないと、次のボールのセットをする動作があるため、タイムロスとなる。
クリアポイント
前半・後半各2分、計4分以内に5匹のエイリアンすべてにボールを入れればクリア。
備考
時々操縦席のカメラからの映像が映る。デジタル放送ではこのときに、画面両端に「Player's Eye」と表示される。

### スーパーホイールアドベンチャー
2001年6月4日（第330回）から2011年2月21日まで登場したアトラクション。
ルール
モニターの前にハンドルの付いたリフト式一輪車が2台、モニターには丸棒でつながった丸い板の車輪が映し出されており、1人が左の車輪、もう1人が右の車輪を担当、ペダルで漕いで車輪を動かしコースを進む。ペダルを漕ぐ速さが遅ければ車輪が小さくなって遅く進み、速ければ車輪が大きくなって速く進む。その際、漕ぐ速さによって乗っている一転車が上昇・下降する。真っ直ぐ進む時は2人のペダルの漕ぐ速度を合わせ、障害物を避ける時やカーブを曲がる時は2人のペダルの漕ぐ速度を変え（左に曲がるなら右の車輪担当が速く、左の車輪担当が遅く漕ぎ、右に曲がるならその逆）、後退する場合はペダルを逆に漕ぐ。スペシャルや大人数の場合は、制限時間とコースが長くなる。また、2人の場合はノンストップで次のステージに移行、大人数の場合はステージごとにプレイヤーを交代する。
- 第1ステージ（街）: 障害物を避けて道を進んで広場へ行き、左の車輪担当が全力でペダルを漕いで広場のロータリーを3周、門が開いて次の広場へ行き、右の車輪担当が同じ要領でロータリーを3周、扉が開いて最後の扉を数回の体当たりで破壊すればクリア[注釈 34]。スペシャルや大人数では、2つ目のロータリーと最後の扉の間に長くて真っ直ぐな山道がある。
- 第2ステージ（コロシアム）:旗の位置を示すレーダーを頼りに、闘技場の中に立っている1番から4番までの番号旗（赤色）を番号順に取る。スペシャルや大人数ではレーダーはなく、旗の数が増える。
- 第3ステージ（城に続く一本道）: 壁のない道と2本の回転橋（鳥が宙に浮いた状態で回転させており、番組中では『浮き橋』と呼ばれている）を進む。1本目の橋は直線で2本目は曲線であり、道自体も1本目の橋までは直線だが1本目の橋を越えた後は曲がりくねった道となる。橋の回転で進行方向が狂う場合もあるが支配人の指示があり、また城の見える方が進行方向である。道や橋から転落すると2人でペダルを全力で漕いで上昇し、道や橋の落ちた時点の場所まで戻らなければならない（復帰時にはどのような角度で落下したかにかかわらず道に沿って真っすぐ進行方向に向いた状態で復帰できる）。最後に城の表の扉、城内の3つの扉を破ってゴールする。

クリアポイント
制限時間5分30秒以内にゴールすればクリア。大人数の場合は制限時間6分の場合もある。2010年6月28日放送分から制限時間5分以内、大人数の場合は制限時間5分30秒に短縮された。

### ストリートブザービーター
2004年8月9日（第468回）から2010年4月12日まで登場した、バスケットボールを模したアトラクション。
ルール
人間の背丈ほどのサイズの軽くて柔らかいゴムボール（バスケットボール（オレンジ色））を使い、制限時間60秒以内に3つのステージをクリアする。なおゴムボールが止まってしまった場合は手でバウントしなければならず、両手で持ち上げることは禁止されている。このアトラクションの3つのステージは、以下の通りとなっている。
- 第1ステージ：スクワットをしてポンプを動かし、巨大なハンドを上昇させて、最上段にあるボールをハンドで弾いてボールを地面に落とす。
- 第2ステージ：ボールをバウンドさせて、3つの高さ・大きさの違うリングの壁にボールを通す。このときボールをワンバウンドさせて通さなければならない。
- 第3ステージ：各々左右に動く2人のディフェンスパネルを避けながら、ボールを高くバウンドさせて動くゴールにボールを入れることが出来れば、アトラクションクリアとなる。制限時間内にボールをバウンドさせれば、時間切れ後のゴールも有効となる（これは、このアトラクション名にある「ブザービーター」に由来する）。

クリアポイント
3ゲーム中1ゲームでもゴールにボールを入れることが出来ればクリア。スペシャル版では6ゲーム中2ゲームでゴールにボールを入れることが出来ればクリア。
備考
第1ステージのスクワットの場面では、BGMに合わせて観客が手拍子をする。

### ナンバーガールスージー
2005年4月25日から2011年3月21日まで登場した、主に動体視力がカギとなる頭脳系のアトラクション。
ルール
3ステージで構成され、数・記憶に関する問題が出題される。それぞれ3問中2問正解でステージクリア。数字が配されたキーボードが2台あり、それを使って一人ずつ個別で解答する。入力された数字はキーボード上部のデジタル表示板に表示される。時間内に数字を入力して「入力」ボタンを押さないと無解答となる。入力を間違えた場合は「消」ボタンを押して訂正、「入力」ボタンを押した後の訂正はできないため、スピーディーかつ、慎重に解答しなければならない。
二人の解答が同じ場合はそれが解答として受理されるが、二人の解答が分かれた場合は相談し、正解だと思った方が『私』ボタンを押して最終解答を決定。制限時間に間に合わなかった場合は無解答として扱われ、一方のみが解答した場合はそれが自動的に受理、両方が解答できなかった場合はその時点で不正解となる。
1ステージクリアごとにファイナルステージでの制限時間を30秒（初期は40秒）獲得、全ステージクリアで計90秒（以前は120秒）獲得できる。全ステージクリアに失敗した場合はファイナルステージに行けずにNot Clearとなる。ゲストが3人以上の場合、1ステージごとに答える2人を交代し、それ以外の人は待機する。
観客（ゲストが3人以上の際は解答者以外のゲストも）は解答者に答えを教えてはいけない。教えようとすると支配人・副支配人から注意される。
このアトラクションには「スージー」という少女のキャラクターがいる（「フィッシュ」では釣り人として、「シャッフル」ではジョーカーのような姿でカードに書かれたイラストとして登場する）。
各ステージは以下の通り。ステージ1から3はこれらの中からルーレットで決まる。
- 画面に出てくる物の数を答える。COUNT（カウント）
- 画面を移動する数桁の数字を答える。SCROLL（スクロール）
- 4人のキャラクターのうち、一番多く魚を釣った人は誰かを答える。FISH（フィッシュ）
- 4枚のカードのうち絵の書かれたカードがどれかを覚え、カードがシャッフルされた後にその絵のカードが何番の位置にあるのかを答える。SHUFFLE（シャッフル）
- 3D映像の中に3～4段に積まれた立方体のブロックがいくつあるかを答える。BLOCK（ブロック）
- 出てくる食べ物の絵柄の順番を覚えて答える。ORDER（オーダー）
- ファイナルステージ FINAL25 は神経衰弱。
  - 最初に5秒間だけ25枚全てのカードが捲られ、25枚全てのカードの内容・位置を記憶することができる時間がある。25枚全てのカードの内訳は、それぞれ4種類のマーク（ハート、ダイヤ、クラブ、スペード）2枚ずつ合計8枚・「スカ」と書かれたカード12枚・爆弾カード5枚。
  - キーボード操作でカードを1人1枚ずつめくって、4種類のマークをそれぞれ合わせていく。ただし、爆弾カードを引いてしまうと爆発し3秒ほど操作不能、さらにそれまで開けた全てのカードが裏返ってしまうペナルティが発動してしまう。（カードの位置は変わらないので、カードの位置を覚えている限りは復帰可能だが、タイムロスとなる）。

クリアポイント
FINAL25で4種類全てのマークを合わせればクリア。FINAL25が廃止された2008年3月24日放送分からは、あらかじめ決められた3つのジャンルで2問ずつ出題され、6問中4問正解でクリア。
備考
ゲストが2人の場合は回答の際画面の吹出しにゲストの名前が表示されるが、ゲストが3人以上の場合は、吹出しが「ひだり」「みぎ」と表示される。
2回目の登場の2005年6月6日放送で初クリア。

### ストッパーキューブリッジ
2006年11月20日に初登場したアトラクション。
ルール
挑戦者が順番に棍棒に見立てた棒を、バットのスイングの要領で3×3のターゲットボタン（赤色）をたたき、12×16マスの電光掲示板（ラインが増えると、電光掲示板のサイズが変更される）に表示される上下（上から下、下から上のみの場合もあり）に出たり引っ込んだりしながら動く四角い黄色い光のラインを止める。制限時間は無く、チームメイトや観客がタイミングを計るために掛け声を出しても良い。電光掲示板の範囲内、かつ前の光のラインに接しているラインだけが残り、はみ出たラインは無効となり落下する。つまりそれ以前の光のラインより幅が広くなることはない。また電光掲示板の一番下の方では落下演出は見えないが、支配人・副支配人の状況解説がある。途中で止めた光のラインが前の光のラインと繋がらず、橋が完成しないと失敗となる。逆に、左端から右端まで全ての光のラインを繋げて橋が完成すれば成功となる。
ラインの種類と出方と速さは以下の通り（初期やスペシャルチャレンジの時は、変則的なラインも登場した）。（）内は復活特番。
1. 10×1マス（10×2マス）のライン・上下・遅め：土台の基礎となる。
2. 9×1マスのライン・上下・遅め：1列目のラインをはみ出さないように。
3. 8×1マスのライン・上から下のみ・2列目よりも少々速め：前列のラインをはみ出さないように。
4. 7×1マス（8×2マス）のライン・下から上のみ・やや速め：ここから速くなって来るのでタイミングに注意。復活特番ではここが2列目で、速さも1列目と同じ。
5. 6×1マスのライン・上から下のみ・やや速め：なるべくたくさん残したい。
6. 5×4マス（4×4マス）のライン・上下・速め：さらに速くなるのでタイミングに注意。
7. 4×1マスのライン・上下・速め：最後の3列に備えて全部残したいところ。
8. 12×2マスのライン・上から下のみ・超高速：速さに慣れて何とか全部残したい。復活特番では少し遅くなった。
9. 2×3マス（3×3マス）のライン・上下・高速：残した数が少ないほど最後の1列の難易度がアップ。復活特番では難易度が若干下がった。
10. 1×1マスのライン・上下・高速：プレッシャーを跳ね除け、迷わず意を決して止める。

クリアポイント
3ゲーム中1ゲームでも左端から右端まで全ての光のラインを繋げて橋が完成すればクリア（SPでは12列の場合もあり、復活特番では8列）。
備考
BGMは「Let's 5」の一部（作曲：鈴木さえ子 with TOMISHIRO 「ケロロ軍曹 オリジナルサウンドケロック2」収録）。ラインを止めるのにギリギリだったり、次の予測を熟考することになったりするとBGMが止まり、プレイ再開時に再び最初からこの音楽が流れるのはTFP2019冬以降も継続していた。TFP2021冬は後述の通りテーマが『鬼滅の刃』となっている関係で、LiSAの『紅蓮華』が流されていた。
難易度はかなり高く、初登場から4ヶ月後の2007年3月19日、モンキッキー・関根麻里ペアが初めてクリア。
2006年12月11日では「WBC代表」が3ゲームでクリアはできなかったものの、メンバーの提案によりターゲットを打つのではなく、棒で突いて挑戦するエキシビジョンを行ってクリアした（エキシビジョンのため、金貨は無し）。
スペシャルチャレンジでは、ラインが早くなったり短くなったりして、さらに難易度が上昇することがある（通常時8列目の超高速ラインが複数登場するなど）。2007年6月25日のアンジャッシュ（児嶋一哉・渡部建）は、当アトラクションを1回目でクリアし、初めてスペシャルチャレンジに挑戦したが失敗した。当アトラクションで初めてスペシャルチャレンジを成功させて金貨2枚獲得したのは、2008年3月3日の山下智久・哀川翔ペア。
2010年1月28日の「チームホンジャマカ」では、ハイパーホッケーではなく、このアトラクションが最終アトラクションとなった。
2008年・2011年の夏サカスにおいて、東京フレンドパークのブース内にこのアトラクションを体験できるコーナーが設けられた（ルールは同じだが、一般用に規模を縮小している）。
TFP2021冬では、棍棒が日本刀型、ターゲットボタンが鬼に扮したザウルス君、光のラインが映し出される大型モニターが鬼の口の中になっており、光のラインで作られた橋に炎が映し出されるなど、番組では言及されていないが『鬼滅の刃』を意識したバージョンとなっている。
また、スパイクの公式サイトでも、Wii版でのこのアトラクションの体験版をプレイできた（ラスト2列が体験できた）。
このアトラクション名の「キューブリッジ」という言葉は、四角い黄色い光のラインを表す「キューブ」と英語で橋を表す「ブリッジ」の2つを足し合わした造語。

### キーワードジャングル
2009年8月20日から2010年11月8日まで登場したアトラクション。
ルール
1人が大きなスプーンでボールをすくい、少し離れた所で口を開け閉めするカバの口にボールを入れると、入ったボールの数により、番組が設定した5つのヒントが次々と出てくる（初登場時は、第1ヒントは6個、第2ヒントは9個、第3・4ヒントは12個、第5ヒントは15個ボールを入れるとヒントが出る。9月10日放送分から第1・2ヒントは6個、第3ヒントは11個、第4ヒントは14個、第5ヒントは17個に変更された）。もう1人がその次々と出てくるヒントから連想されるキーワードを答える。ヒントを全部開けても、正解となるキーワードが解らない場合のみ、パスをすることが出来る。
残り時間が10秒を切ると、スタジオが暗くなり警報音が鳴る。後半で時間切れになるとボールプールの左右から炭酸ガスが噴き出す。
ゲストが2人の時は、前半はどちらかがボールを入れる係、もう一方が回答で固定となり、後半で交代する。3人から5人の時は前半、後半それぞれ1人がノンストップでカバの口にボールを入れ続け、残りの人がローテーションで回答する。6人以上の時は前半組と後半組に分かれ、それぞれの組からボール係を選び、組の中のボール係ではない人は回答する。
クリアポイント
前半・後半各2分、計4分間で10問正解すればクリア。
備考
- 問題例(1)：緑・夏・秋・夢・年末 答えは「宝くじ」
- 問題例(2)：リモコン・消費カロリー・点数・歌詞・マイク 答えは「カラオケ」
- 問題例(3)：東京・品川・渋谷・新宿・池袋 答えは「山手線」

モニターの前にはボールがぶつかってモニターを傷つけないよう、黒い網が張られている。

### 3択サムライ
2010年6月28日から9月13日まで登場したアトラクションで、初登場のタイトルは「3択SAMURAI」。
ルール
忍者から問題が出題され、問題出題後にゲートが開き、解答者が持っている刀でセンサーバーを弾き、センサーを反応させて解答する。3択問題・数字問題がランダムで出題される。選択肢が出されるモニターの前に向かって左に青、真ん中に黄、右に赤の3つのセンサーバーがある。3択問題の解答方法は、制限時間5秒以内に問題に対して出された選択肢3つの中から間違っている2つを斬って（センサーバーを弾いて）正解だけを残す。数字問題の解答方法は、制限時間13秒以内に3ケタ（2ケタの場合もある）の数字問題の答えを青の百の位・黄の十の位・赤の一の位のセンサーバーを正解の数の分だけ斬って（センサーバーを弾いて）解答する。
クリアポイント
15問中12問正解すればクリア。そのため3問までしか間違えられず、4問目の誤答で即Not Clearとなる。
備考
- 3択問題例題「東京フレンドパークが放送される曜日を残せ!」選択肢:「月曜日」「木曜日」「金曜日」の場合、正解は「月曜日」なので、「木曜日」「金曜日」を斬ればよい。
- 数字問題例題「東京タワーは何メートル?」正解は333メートルなので、青を3回、黄を3回、赤を3回斬ればよい。

モニター左にカメラが設置されているため、ゲストがカメラに向かってポーズを決めることもある。
TFP2の中では唯一の漢字表記とアルファベット表記（後者は初登場時のみ）があるアトラクションである。

### ゴー!アップヒル
2010年9月6日から2011年3月21日まで登場した、「ウォールクラッシュ」の派生アトラクション。
ルール
制限時間20秒 以内に湾曲した坂を駆け上り、0 - 50の数字が書かれているエリアに、裏に吸着材シートの貼られた取っ手付きの丸いマーカー（2010年9月6日から2010年10月25日までは棒状のフラッグで、棒の下に吸盤が1個あった）を貼り付け、貼り付けた数字のエリアが得点になる。エリアの境目に貼り付けた場合、マーカーが少しでも高い数字のエリアに掛っていれば、高い数字のエリアが有効となる。翌週の2010年9月13日放送分からは、45以上のエリアがクリアゾーンとなり、そこに1個でもマーカーを張り付ければクリアとなる。制限時間内であれば何回でも挑戦できるが、マーカーは1回のチャレンジで1個だけしか持つことが出来ず、貼り付けた時にタイムアップになる（坂の上部に設置されているタイマーがマイナス表示になった時）、または時間内で貼り付けたマーカーが落ちてしまうと、得点はノーカウント（タイムアップ後に落ちた場合は有効）。また、挑戦者は動物の着ぐるみ（牛、熊、キツネ、サル、タヌキなど）を着用する。これは坂を滑るときの摩擦熱によるやけどを防ぐためである。
クリアポイント
1人1回挑戦して、男性は90点（2010年9月6日・13日は75点）・女性は75点をそれぞれ平均点として、挑戦者の人数分の平均点を足した点数に到達すればクリア。2010年9月13日放送分からは、45以上のエリアにあるクリアゾーンに1個でもマーカーを張り付ければクリア。
備考
ルール説明として田中みな実が三毛猫の着ぐるみを着用して、デモンストレーションを担当した。
2010年11月29日放送分では地デジカ、同年12月13日放送分ではゲストが千葉ロッテマリーンズの選手にちなんで、球団マスコットのマーくんが登場、田中に代わってアトラクションのデモンストレーションを行った。この2回のみ田中は三毛猫の着ぐるみを着ていなかった。
マーカーはスタート地点にあるマーカーホルダーに4個置いてあり、1個目は青、2個目は赤、3個目は緑、4個目は白となっているが、制限時間が20秒しかないため、時間的に3個が限界で、白のマーカーが使われることはほとんどない。
以前使われていたフラッグで、2010年9月13日放送分ではゲストの1人であるレッド吉田（TIM）が、自分の名前にちなんで2本目の赤のフラッグから始めようとするが、却下された。また、2010年10月4日放送分では、2本目に赤のフラッグを使わず、フラッグホルダーの手前に置いてあった4本目の白のフラッグを使っていたが、支配人・副支配人からの注意はなかった。2010年10月18日放送分では、フラッグの棒の太さが一回り細いタイプ（形状がハンコに近い）に改良され、2010年10月25日放送分からはフラッグの番号旗がなくなり、貼り付けるフラッグの順番が1本目は赤、2本目は緑、3本目は白、4本目は青に変更された。
2010年12月13日放送分で、千葉ロッテマリーンズの井口資仁が初めてクリアゾーン（46のエリア）に到達した。女性の最高到達点は木村沙織の41。
2011年1月10日放送分で、読売ジャイアンツの坂本勇人と山口鉄也が、それぞれ3回ともクリアゾーンに到達した（山口は最高到達点の47のエリア）。支配人が悩んだ末、クリアゾーンに到達するごとに金貨1枚として、金貨6枚獲得した。1つのアトラクションでの獲得金貨枚数はこれが最高記録である。
原則としては、必ずSTARTゾーンから始めなくてはいけない。よって助走をつけて壁を登ることは禁じられている。

### ワイルドワイルドダック
2010年9月20日から2011年1月31日まで登場した、ゴルフを模したアトラクション。
ルール
コースはOの字状になっており、スタート後に豚のカートに前後2人が乗って、前の1人が地団駄を踏んで向こう岸を目指し前進する。岸まで行きパトランプが点いたらシュートエリアへ行き、1人がドングリボールをセット、もう1人がボールを蹴って12個のモグラブロックと「THE MOLES」と書かれたブロックを落とす。すべて落としたらゴルフクラブが出現、そのゴルフクラブを持って牛のカートに前後2人が乗って、先程後ろに乗った1人が地団駄を踏んで向こう岸を目指して前進する。岸まで行きパトランプが点いたらティーグラウンドへ行き、自動でセットされるボールを交互にクラブで打って、上部に「!NICE SHOT!」と書かれている楕円形の的に当てる。10月18日放送分より的が小さくなり、難易度がアップした。
制限時間は、コース内側の逆Uの字形の川にいるアヒルが泳ぎ切るまでの1分間。残り30秒・15秒・10秒のそれぞれのエリアに青い風船がセットされており、アヒルの口ばしで青い風船を1つずつ割っていく。最後の赤い風船を割ったら時間切れ。10月18日放送分より画面の右下に制限時間が表示されるようになった。
クリアポイント
2ラウンド中1ラウンドでボールを的に当てたらクリア。2010年10月4日のスペシャルと2011年1月17日では3ラウンド中1ラウンドでボールを的に当てたらクリア。
備考
セットに使われている豚と牛のカートは、後述される対抗戦アトラクションの「クイズバトル!ジダンダ」の流用。
このアトラクションは数少ないクリア率100%のアトラクション。理由としてあげれば初期のティーグラウンドの広さ。時間切れで失敗になったのは、2010年10月4日のスペシャルの郷ひろみとアチチな仲間たちの天野ひろゆき（キャイ〜ン）・小島よしおペアのみ。

### アジャストポージング
2025年4月4日のそれスノ版第3回に登場した14年ぶりの新アトラクション。、
ルール
傍から見るとポーズがくりぬかれた全ての壁が風車のようになっており、ポーズがくりぬかれた壁がプレイヤーから見て頭上から手前に向かって迫ってくるので、同じチームのサポート役から渡される小道具を使用したりしながら壁を通り抜けるというゲーム。少しでも壁に当たったり、壁をくぐると失敗となる。挑戦は1チームで2回（2人1組）。なお、全チームに対してポーズがくりぬかれた壁が全て一緒だと2番目以降に挑戦するチームが有利になってしまう為、2番目以降に挑戦するチームに対しては、それぞれ4枚目の壁のみを変更して、このアトラクションが行われる。
クリアポイント
4枚の壁を全て通り抜ければクリアとなり金貨2枚獲得となる。

### クイズ!ボディ&ブレイン
1992年10月12日（ムーブ時代第1回）から登場しているアトラクション。基本的に最終アトラクションの1つ前に登場する。
ルール
ペアのうち1人がランニングマシーンで走り（ボディ）、もう1人が横付けの解答者席でクイズに答える（ブレイン）。解答の制限時間は15秒だが、ランニングマシーンで走るプレーヤーの速度が男性は12km/h、女性は10km/h、60歳以上の男性の場合は8km/h、60歳以上の女性の場合は6km/h、プロ野球選手は15km/h、ドラマ大集合SPでは3人で33km/h、TFP2019冬では5人で55km/h、それスノ版では3人で30km/hに達して解答者席に電力が送られ解答権を得る。解答権が得られた後も、ランニングマシーンで走るプレーヤーは解答の制限時間がタイムアップになるまで走り続ける。ムーブ時代では、解答中に一定の速度を下回ると失格となる。
このコーナーの司会はムーブ時代から1998年3月までと2010年4月から2011年3月までは関口・渡辺・女性従業員の3人構成、それ以外の時期（1998年4月-2010年3月・ドラマ大集合SP）は関口・渡辺の2人構成。2004年から2011年では、このアトラクションとビッグチャレンジでは支配人は眼鏡を着用する（ドラマ大集合SPからは、常に着用）。
問題は解答者のプライベートや趣味嗜好に関する1問多答問題が出題され、その中から正解となる答えを全て挙げると正解となる。
- 例題1（4つ）:競泳の泳法 4つすべてお答えください（解答例:自由形（クロール）、平泳ぎ、背泳ぎ、バタフライ）
- 例題2（5つ）:EU加盟国 5カ国お答えください（解答例:フランス、イタリア、ドイツ、ベルギー、オランダ）
- 例題3（除外ワードがある場合）日本で確認されている桜の品種 ソメイヨシノを除いて4つお答えください（解答例:カンヒザクラ、エドヒガン、シダレザクラ、サトザクラ）

解答までの流れ
2人の場合、ランニングマシーン（当番組のスタッフから見て右側）と解答者席（当番組のスタッフから見て左側）が配置される。この場合、当番組のスタッフから見て左側の解答者席にいる解答者が、解答者席に設置されているスタンドマイクを使って解答する。解答者席の前には「×」プレートがあり（裏には「マダ!」と書かれている）、出題時に解答者席の前の「×」プレートがせり上がり、一定速度に達すると解答者席の前の「×」プレートが下がって問題に解答可能となる方式（開始から2007年9月までの通常放送でゲストが二人の時）。ランニングマシーンで走るプレーヤーは解答の制限時間がタイムアップになるまで走り続ける。男性の場合は時速12 km/h、女性の場合は時速10 km/hで、これらに達した速度が解答可能となる速度ということになる。ムーブ時代はランナーの速度表示のメーターと制限時間のみの表示で正解数が表示されなかったが、TFP2では速度表示は「OK」の色が緑から青に変わるのみで、正解数が表示されるようになった（正解となる答えを解答すると「正解するのに答えなければならない数」を示す丸ゲージが1個ずつ緑から赤に変わる）。2005年10月からはゲストの正解した解答が表示され、速度表示は（一時期）なくなった。ちなみに、時間切れのブザーが鳴り終わってから答えた解答に関しては、正解数にカウントされない。正解となる答えを解答すると正解チャイムが1回のみ鳴り、規定数の正解を挙げられた場合は正解チャイムが2回連続で鳴り、それをもってその問題自体の正解の判定となる。
2007年10月から2009年9月までと2010年3月から7月までの通常放送では、ゲストが2人の時は机にマイクが引っ込んでおり、一定速度に達するとせり上がって来て問題に解答可能となる方式だった（速度表示も解答席の前にデジタル数字で表示されるようになった）。
2人の場合は以上を行い、問題の半分を出題したら解答者とランナーが交代する。

3人以上の場合、全員分のランニングマシーンが配置される。この場合、解答者の目の前にそれぞれスタンドマイクが置かれ、解答者は自分のランニングマシーンに乗ったまま（走らずに）解答する。解答者の前にはそれぞれゲストの名前が書かれているプレートがあり（裏には「マダ!」と書かれている）、出題時に解答するゲストの名前が書かれているプレートのみがせり上がり、一定速度に達すると解答するゲストの名前が書かれているプレートのみが下がって問題に解答可能となる方式。ランニングマシーンで走る解答者以外の全員は解答の制限時間がタイムアップになるまで走り続ける。男性の場合は時速12 km/h、女性の場合は時速10 km/hで、人数分を足した合計が解答可能となる速度ということになる（「全員がその速度に達したとき」となった回もある）。解答者は1問ごとに交代する（スペシャル版やゲストが3人以上の時と2009年11月26日・2010年11月22日以降の通常放送でゲストが2人の時とドラマ大集合SP）。なお、高齢などの理由で走ることが困難なゲストがいる場合、そのゲストのみ走らずに座ったまま待機した。ちなみに、時間切れのブザーが鳴り終わってから答えた解答に関しては、正解数にカウントされない。正解となる答えを解答すると正解チャイムが1回のみ鳴り、規定数の正解を挙げられた場合は正解チャイムが2回連続で鳴り、それをもってその問題自体の正解の判定となる。
EXILEスペシャルでは人数が多かったため、解答者を5人、ランナーを7人選抜して行われた。
クリアポイント
6問中4問正解でクリア。2005年9月までは10問中6問正解でクリア、2009年3月までは8問中4問正解でクリア、2010年3月までは8問中5問正解でクリア。一時期は12問中7問正解でクリアの時もあったが、基本的には出題された問題数の過半数を正解すればクリアとなる。ドラマ大集合SPは各チーム4問中2問正解でクリア、TFP2019冬では2チーム6問中4問正解でクリアとする。残りの問題も正解すれば、金貨2枚獲得。それスノ版は4問中3問正解でクリアとなり、全問正解で金貨2枚獲得となる。
備考
TFP2開始時の1994年から2008年11月までゲストが2人の場合は、オープニングでランニングマシーンにフランキー為谷が乗っており、副支配人の説明の後に一気に奇声をあげながら走って帰る件があるが、カットされることが多かった。
ムーブ時代とTFP2の初期は女性従業員、ムーブ第44回のみ石塚（後述）、TFP2中期・後期とドラマ大集合SPは支配人、TFP2末期は田中みな実が問題を読み上げる。
問題出題前には解答者に対しその問題にちなむインタビューが行われ、ゲストが問題のキーワードを言った瞬間に支配人・副支配人がオウム返しするシーンがコーナー名物となっている。このインタビュー中にゲストが問題の解答に含まれるものを言ってしまった場合、支配人の判断で問題に『～～を除いて』という文言が追加され、解答から外されてしまうことが多い（これを避けるために必要以上に黙り込んでしまうゲストもたまにいる）。なお、ゲストが解答を言わなかったとしても、あまりにも自明な解答は外されることもある。
15秒の間にたくさんの解答があり、それに対し瞬時に正解・不正解を判別しなくてはいけないため、この番組のスタッフの一員で、問題監修の道蔦岳史が正誤判定を行っている（それでも後述のように判定が間に合わない場合やカウントミスが起きる場合があり、それに関口・渡辺が気づいた場合は確認を行い改めて正解判定になる場合もある）。
あと1つ解答を言えば正解になる場面で制限時間ギリギリで解答を言った場合、正誤判定される前に時間切れになってしまうことがある。この場合、最後に言った解答が合っているか支配人が確認し、合っていれば正解として認められる場合がある。
人名を答える問題では、「フルネームで」という指示がない限り姓名いずれかでも答えてかまわない。
TFP2前期まではアトラクション名が「クイズ!ボディ&ブレイン」ではなく、「クイズ!ボディ&ブレーン」だった回もあった。ドラマ大集合SPからはアトラクション名テロップから「クイズ!」部分が削除された。
解答後はゲストが答えた以外の正解が「正解は他に…○○、××など」とテロップで表示される。そもそも正解が3 - 6個しかないものをすべて挙げる形式の場合はゲストが答えたかどうかにかかわらずすべての正解が表示される。
ムーブ時代やTFP2初期には「Q. ランドセルの語源は何処から来たでしょう?」（A.オランダ語）などの一問一答問題も稀に出題されていた。復活特番時代でも稀に出題される場合がある。
1993年9月6日（ムーブ時代第44回）では、その回のゲスト（松村邦洋・伊集院光）にちなんで、問題読み上げを石塚英彦が担当し、当時体重100kgだった道蔦岳史がスタジオで正誤判定を行っていた。
1998年9月21日（第205回、西城秀樹・橋本さとしペア）では、本アトラクション挑戦前に橋本がダウンしたため、ランニングマシンをフランキー為谷が担当し西城が解答。5問中3問正解でクリアとするルールで行われた。西城はクリアできず、特別措置として「橋本用の問題に正解できれば金貨をプレゼント」というチャレンジにも挑戦したが失敗した。
1999年8月16日（第245回）のみ先述の『ネヴァーワイプアウト』でのハプニングにより、最終アトラクションとして行われた。
2005年5月9日では解答者のウエンツ瑛士（WaT）が規定数の正解を答えたにもかかわらずクリアのチャイムが鳴らないハプニングが起こった。（その後関口の再確認により正解とみなされた）
問題が余った場合（特番時代は3人目まででクリアした場合）、希望すればスペシャルチャレンジとして残り全問正解で金貨1枚追加できることもある。
1999年まで、スペシャル版ではゲストに応じた装飾背景があることがあった。
解答者が外国人の場合は、英語での解答（映画や音楽作品の英題など）にも対応したが、このアトラクションを行わずアーケードゲームを行うケースも多かった。
体感ゲーム版とWii版で出題される問題は、解答者のプライベートや趣味嗜好に関する1問多答問題ではなく、出題された問題の内容に当てはまるものを答えていく1問多答問題である。

### ハイパーホッケー
1992年10月12日（ムーブ時代第1回）から登場しているアトラクションで、ほぼ毎回最終アトラクションとして登場する。このアトラクションも小林従業員が実況を担当する。それスノ版では辻よしなりが実況担当をする。
ルール
視聴者から寄せられたデザイン案を基に作成されたコスチュームや、季節やゲストにちなんだコスチュームを着た「プロハイパーホッケープレイヤー」のホンジャマカとのエアホッケー対決。デュースはなし。スペシャル版・ドラマ大集合SP・それスノ版では勝利すると必ず金貨2枚獲得となり、通常回でもゲストが完封勝利すると金貨2枚獲得の場合がある（それスノ版の第3回では、Snow Man・ゲストが完封勝利すると金貨3枚獲得できるルールだった）。なお、この着ぐるみはEDまで出演する。
パックはムーブ時代では最初はゲスト、以降は直前に失点したチームに渡し、パックを静止させて打っていたが、TFP2の初期の頃は最初のみ支配人がゲスト側へパックを滑らせてプレイヤーがそのパックを打ち返し、以降はムーブ時代と同じであったが、後に失点したチームに支配人がパックを滑らせて打ち返すようになった。1996年1月29日（第84回）以降は支配人が毎回ゲストチーム側にパックを滑らせて打ち返す。ゲストがパックを強く打ちすぎてパックが場外に出てしまうこともある。その場合は、支配人がゲスト側に滑らせて打ち返し、どちらかの陣地に残った場合はプレー続行となる。素手（ディスクを持っていない方の手）でパックを止める行為は反則。
ホンジャマカ側のゴールは、当初はゲストが男性のみの場合はハンデ無し、女性が含まれている場合はパック1個分広くなっている設定だったが、後にデフォルトで男性のみのゲストでもパック1個分広くなった。さらにそれに加えて、男女ペアならパック半分、女性ペアならパック1個分ゴールが広げられる。
ゲストが3人以上の場合は、途中でメンバーの交代は自由にできるが、最低1人1回は参加する必要がある。
2009年5月7日以前およびドラマ大集合SPでは女性ペアの場合、恵・石塚のどちらか1人と対戦するルールで、基本的に2点程入るごとに交代していた。最初にどちらが出るかはゲストが指名できる。2009年5月14日からは女性ペアへのハンデとして、ホンジャマカが2人で戦うが、ハンデとしてホンジャマカ側のゴールがパック2個分広い・ゲストに3点予め入っている形式に変更される。ただし、その後もゲストが男女混成3人以上で、その中から女性2人が出る場合は旧ルールのハンデ（ホンジャマカが1人で戦う）が適用されるが、ゲストが優勢の場合は女性ペアでもホンジャマカが2人で戦うケースがあった。2010年8月23日のホリプロチーム、2010年12月20日のアジア競技大会メダリストチームは、女性ペアでも最初からホンジャマカが2人で対戦した。
TFP2018夏のみ、前のアトラクションで挑戦回数を2回残してクリアしたチームには、ゲスト側に1点加算された状態で開始するアドバンテージが付けられていた。
それスノ版ではホンジャマカの代わりに、ホッケーの猛特訓を積んだお笑いコンビが鉄仮面を被り、「謎のホッケーマン」（以下、ホッケーマン）として対戦相手を務める。なお、支配人の深澤しかホッケーマンの正体を知らず、ホッケーマンからの一方的な会話の際は、支配人の深澤に耳打ちだけしか出来ない。全チームとの対戦が終わった後、ホッケーマンは仮面を脱いで正体を現す。なお、ホッケーマンが全勝すると、ホッケーマンがビッグチャレンジで使えるダーツを1本獲得できる。
| 回数  | 放送日         | コンビ           | 向かって左 | 向かって右     | 戦績   | 備考 |
| ----- | -------------- | ---------------- | ---------- | -------------- | ------ | ---- |
| 第1回 | 2024年8月9日   | 見取り図         | 盛山晋太郎 | リリー         | 1勝2敗 |      |
| 第2回 | 2024年11月18日 | マヂカルラブリー | 村上       | 野田クリスタル | 2勝1敗 |      |
| 第3回 | 2025年4月4日   | アルコ&ピース    | 酒井健太   | 平子祐希       | 2勝1敗 |      |

クリアポイント
ゲストが7点先取でクリア。1992年10月19日（ムーブ時代第2回）までは1セット3点先取制でゲストが2セット取ればクリア、1992年10月26日（ムーブ時代第3回）から最終回・TFP2スペシャルではゲストが9点先取でクリア。ドラマ大集合SP!!・それスノ版は全チーム共通で5点先取でクリア、TFP2019冬・TFP2020冬では全チーム共通で8点先取でクリア。最後に獲得金貨の枚数が同じの場合は、同点決勝として該当チームが直接対決して3点先取で勝利するルールにより優勝チームが決まる。
備考
当番組で使用されるホッケー台は当番組独自で発注したもの。ホンジャマカのコスチュームは、1992年12月7日（ムーブ時代第9回）までは専用ユニフォームに顔をガードする透明プラスチック板の付いたヘルメットを着用しており、このヘルメットはゲストも着用していた。着ぐるみを初めて着たのは1992年12月14日（ムーブ時代第10回）からでウサギのコスチュームだった。木曜時代の対抗戦では、金色のジャージで統一されていた。
支配人が滑らせたパックを、ゲストチームが打ち返さないでそのままゴールに入ってホンジャマカの得点になってしまうことがまれにあり、当番組ではこれを「支配人ゲット」と呼んでいる。
このコスチュームは製作費に毎回100万円ほどかかっているが、使用後の使い道がないことや、衛生上の観点から使用後は処分される。ただし、ゲストの希望により支配人の裁量でプレゼントされたケースもある。
ホンジャマカは画面から見て左のコートであるが、ムーブ時代の初期は右のコートだった。2セット先取時では、どちらかのチームがセットを取るたびにコートチェンジをしていたが、それ以降はコートチェンジは行なわれず、以降コートチェンジは原則認められない。ホンジャマカはゲストチームが何らかで不利になってしまう場合はパックをシュートをせず待つのが紳士ルールとなっている。
初期の頃のホッケー台は、ゴールの左右の枠は斜めになっており、八角形をしていた。
ホンジャマカの戦績は、892戦中544勝348敗(勝率60.9%)と勝ち越しており、様々なハンデがありながらもホンジャマカが如何にプロ並みであるかが実証されている。特に、木曜日時代の対抗戦のときの金色のジャージでは無敗（全勝）だった。
パックがゴールに入ったときの効果音は、ムーブ時代は「ピコピコピコピコ」の電子音だった が、TFP2からはナムコのアーケードゲーム『タンクフォース』のクレジット投入音に変更され、TFP2017以降も引き続き、使用されている。効果音と電飾はパックがゴールに入った後にスタッフが手動で流すため、パックがゴールに入ったかと思われて、フライングで電飾と効果音が流れてしまうことがある。
観客は従業員（2008年11月3日まではフランキー為谷、2008年11月10日からは西秋元喜）が指導の下、ゲストを応援する。ゲストが点を決めると「いいぞ、いいぞ、○○!」（○○はゲスト名またはゲストの愛称。チーム名のこともある）、逆に失点すると「頑張れ、頑張れ、○○!」と言う。ここぞというところで点を決めると観客はウエーブし、ゲストがマッチポイントになると「あと1点!!」とコールした。ゲストが勝利すると、最後に右から左へ大きなウエーブをする。それスノ版では岩本照・阿部亮平・佐久間大介のいずれかが指導の下、ゲストを応援する。
体感ゲーム版のハイパーホッケーをプレイヤー1人でプレイしている場合、仮に前半戦は恵とホッケーを行ったとして、プレイヤー側・ホンジャマカ側のどちらかが「4ポイント」に到達した時点で交代して、後半戦は石塚とホッケーを行うという形で行われる。Wii版のハイパーホッケーをプレイヤー1人でプレイしている場合、ホンジャマカの2人がそれぞれに交代するシーンはないが1VS1となっている。
1993年4月12日（ムーブ時代第24回）の放送では、当時まだ会社的に一体だったTBSラジオの夜ワイド『岸谷五朗の東京RADIO CLUB』でパーソナリティを務めていた岸谷五朗と小倉久寛が登場し、岸谷と恵はハイパーホッケーを舞台に番組の名物コーナー「名前付け対決」を行った。この時も恵のいるホンジャマカが勝利し、最終的に関口支配人が命名した「岸谷五朗とヘイジュードの東京RADIO CLUB」の文字が新聞のラジオ欄を飾った。
2007年12月17日では、パックを飛ばしてしまった石塚が足でパックを止める反則を犯し、「足で止めなければパックが完全にゴールに入っていた」という支配人の判断により、ゲストチーム（香坂みゆき・松本伊代）に1ポイント加点された。
2008年11月24日の蛍原徹（雨上がり決死隊）・世界のナベアツがゲストだったときは、蛍原がディスクを恵に向かって飛ばす反則を犯し、ホンジャマカに1ポイントが加点された。
ホンジャマカの攻撃スタイルは、番組開始当初から恵がホッケー台の横に立って主にパックを打つ攻撃側、石塚は台の正面に立って主にゴールを守る守備側というスタイルであるが、2010年7月5日のハンチョウチームの際は、着ぐるみが手錠を掛けられた拳でチェーンでつながっている上、恵と石塚の立ち位置が逆になっている関係で、石塚が攻撃側、恵が守備側と逆のスタイルで対戦することとなった。ハンチョウチームがグランドスラムリーチというプレッシャーに加え、チェーンでつながって身動きが取りにくい状況の中、石塚の攻撃力が意外にも、「止められない」とハンチョウチームから評されるほど強く、7対3でホンジャマカの圧勝となった。
2010年8月30日で千葉真子・四元奈生美・上野由岐子・本橋麻里の4人と戦った際、ホンジャマカは完敗。アイスクリームのコスチュームで頭に負担がかかる上、前述通り3点取られた状態でスタート、さらに相手は女子アスリートなので強くホンジャマカは逆ハンデを要求したほどであった。
2011年3月28日の最終回では先述通りグランドスラムに王手をかけたものの、ホンジャマカに完敗して逃したハンチョウチーム（2010年7月5日、前述通り7-3で完敗）と同じくグランドスラムを逃したオードリー（2009年7月16日、7-0で完封負け）が連合を組んで、ホンジャマカにリベンジを挑んだ。しかし、ホンジャマカの着ぐるみがあまりにもハンデとして強すぎたため、0-7でハンチョウ&オードリーの完封勝ちに終わり、ホンジャマカは最終回を勝利で飾ることができなかった。
ドラマ大集合SPは、ホンジャマカ入場時の門に「HONJAMACA IS COMING」と表示される演出が加わっている。

### ビートザパイレーツ
2009年12月3日から2010年6月7日までの間、先述のハイパーホッケーに代わる最終アトラクションとして不定期に登場したアトラクション。ルール説明のBGMは映画『パイレーツ・オブ・カリビアン』のテーマ曲。
ルール
アーケードゲーム（後述）の対戦版。船長の恵、子分の石塚に扮したホンジャマカの「パイレーツプレーヤー」とゲストチームの対戦で、ゲストが5ゲームの中からを1つずつ選んで対戦する。ゲームによって恵・石塚のいずれかの対戦相手が決まっている。
ゲームはゲストのうち1人と恵・石塚のうち1人の対決の形となっているが、ゲストチームは不参加メンバーがアシスト（投擲系のゲームのアイテム渡しなど）することが認められている。一方恵と石塚は相方のアシストを受けない。
ゲーム内容

#### スライディングコイン（対戦相手：恵）
V字状のレーンがあり、コインが描かれたパックを自分側のレールに滑らせ、レール上にある5本の筒の的を倒し、最後にV字レーンの中央に立てられたドクロの的を先に倒した方の勝利。レールの幅はシュリケンアタックよりやや太めで、難易度が下げられている。

#### リバースウィンドウ（対戦相手：石塚）
ゲスト先攻で、まずドクロのパネル9枚にボールを当てて、パネルをなるべく多く金貨の絵が描かれた裏側に回転させる。ゲストが30秒間プレーした後、今度は石塚が同様にパネルにボールを当て、金貨になったパネルをドクロに戻していく。30秒以内に石塚が元の状態（9枚全てドクロ）に戻すことができれば敗北、1枚でも金貨パネルが残っていれば勝利。ただし、ゲストが時間内に1枚も金貨パネルを出せなかった場合は、石塚の不戦勝で敗北となる。なお、パネルの大きさがビンゴトルネードより大きめでパネルの間の境目も細いためビンゴトルネードよりパネルにボールが当てやすくなっている。ルールを説明するときにパネルを裏返している。

#### キーホールシュート（対戦相手：恵）
コインの絵が描かれているフリスビーを、自分のチームエリアの鍵穴を模した丸と四角形（2010年3月4日からは、カニの体が四角形の穴）の2か所の穴に入れ、どちらかが2か所共にフリスビーを投げ入れたら、中央にある細長い四角形のドクロの口がオープン。先にドクロの穴にフリスビーを入れた方が勝利。2か所入れていないプレイヤーがドクロの口に入れても無効。ドクロの口は一人だけ2か所入れると狭い開き方だが、二人とも2ヶ所入れると口は広く開く。

#### トレジャーボックス4（対戦相手：石塚）
石塚が先攻で、バスケットボールを観覧車のように回転する4つの宝箱型ゴールにシュートして、4箱すべて入れるまでのタイムを出し、後攻のゲストが石塚の出したタイム以内に4箱入れれば勝利。なお、石塚挑戦時のタイムはカウントアップされ、ゲスト挑戦時は石塚のタイムからカウントダウンされていき、0秒に達した（石塚の記録を抜けないことが確定した）時点で敗北となる。

#### デッドオアアライブ（対戦相手：恵）
交互に先端に針の付いた海賊船の模型をレールに滑らせ、レール先にある風船を割る。白い風船9個の次に置かれている緑の風船を割った方の勝利（その後ろにWINの文字が描かれている財宝の絵がある）。ただし、行き過ぎて緑の風船の先にある赤の風船まで割ってしまうと敗北、相手側の勝利となる（その後ろにLOSEの文字とサメの絵が描かれている）。尺の都合上、白い風船が1つも割れなかった場合は1ミスとなり、先に3ミスした方が自動的に敗北となる。
クリアポイント
ゲストが5ゲーム中3ゲーム勝利すればクリア。
備考
ホンジャマカの対戦成績は5回中1勝4敗と、ハイパーホッケーに次いで2番目にクリア率が高い。2010年3月4日の古閑美保・有村智恵の回ではホンジャマカは全敗し、金貨を2枚獲得した。唯一このアトラクションをクリアできなかったのは天童よしみ・内藤大助ペア。
ホンジャマカは「パイレーツ・オブ・ホンジャマカ」を名乗っており、登場の際は海賊船を模したセットに乗って登場。ドクロマークの代わりに「ホ」と書いてある。

## アーケードゲーム
1995年9月25日のSMAPスペシャルで初登場。このアトラクションのタイトルの後ろに、その回で行われるゲームの数の数字がついている（例：ゲームが6つなら「アーケード6」となる。）。当初は、スペシャル版のみ登場したが、後期になると、通常放送でも登場する事が多かった。毎回、ゲストが挑戦する前に、最初にホンジャマカが各ゲームを紹介し、各ゲームのデモンストレーションをする。初期は、各ゲームの近くにルール説明の看板が立っていた。これまで登場したゲームは23種目。
ルール
用意されたゲームの中からゲストが1人1回ゲームを選択、選択したゲームに挑戦する（ゲームの数よりゲストの人数が少ない場合は、ゲームの数だけ挑戦する）。各ゲームをプレイした後は、結果問わずにそのゲームは打ち止めとなり、同じゲームに再度挑戦する事は出来ない（初期の頃は、失敗しても成功するまでチャレンジする事ができた）。ただし、後述のスペシャルチャレンジや特別措置においては、失敗・成功したゲームにも再び挑戦することもある。
アトラクションクリア後にゲーム・挑戦者が残った場合はスペシャルチャレンジとなり、各ゲームをクリアすれば金貨がもらえるため、金貨大量獲得のチャンスがあるアトラクションであり、過去には3枚以上金貨獲得した例もある。
アーケードゲーム自体がクリアできなくても、支配人の裁量によって、残りのゲームの難易度を上げて（ノルマの数を増やす・制限時間を短縮するなど）全てクリアすれば金貨1枚獲得という特別措置が行われたケースもあった（ただし、この場合でも、アーケードゲームというアトラクションをクリアしたと認められない）。
クリアポイント
初期はゲストの半数がゲームを成功させれば金貨1枚獲得。後期以降は用意された全てのゲームのうち、ゲストがゲームを過半数成功すれば金貨1枚獲得。残っているゲームも全てクリアすれば金貨2枚獲得。
復活特番のTFP2019夏・TFP2019秋では、獲得金貨が最も少ないチームが、6つのゲームのうち2つを選択、次に少ないチームが、残りの4つのゲームのうち2つを選択、最も多いチームが、残りの2つを自動的に選択。選択したゲームを1つずつクリアするごとに金貨も1枚ずつ獲得。
TFP2020冬では、先攻チームが8つのゲームの中から1つのゲームを選んで挑戦し、後攻チームは残り7つのゲームの中から1つのゲームを選んで挑戦する。これを繰り返して、各チームが4ゲーム挑戦し、4ゲーム中3ゲーム成功で金貨1枚獲得、4ゲーム全て成功すれば金貨2枚獲得。
TFP2021冬では、獲得金貨が最も少ないチームが、9つのゲームのうち3つを選択、次に少ないチームが、残りの6つのゲームのうち3つ選択、最も多いチームが、残りの3つを自動的に選択。3ゲーム中2ゲームクリアで金貨1枚獲得、3ゲーム全てクリアで金貨2枚獲得。TFP2021冬では、2チームの獲得金貨が同じだったため、じゃんけんで勝ったチームが先にゲームを選んだ。
ゲーム一覧
以下に挙げるゲームの制限時間は「ドリームフォアファイブヤーズ」「ビッグオアスモール」（いずれも制限時間なし）を除き全て30秒。

### ブローガンファイター
- 1997年3月24日の太田プロスペシャルで初登場したゲーム。8個（初期は6個）の風船を全て吹き矢で割っていく。制限時間内に8個の風船を吹き矢で全部割ればクリア。8個の風船は、2個もしくは3個に分かれており、上下に動くのでタイミングも重要となる。最も難易度が低く、クリアしやすい。
- このゲームは、2人1組となる形が多く、吹き矢役と渡す役に分かれることが多いが、後期はチームメイト全員で協力して、吹き矢を渡したり、使用済み吹き矢を回収したりすることもあった。

### フラワーボール
- レーンにボールを転がし、手前のジャンプ台でボールをジャンプさせて、奥にある花の形のゴールに入れる。制限時間内にレーンにボールを転がし、手前のジャンプ台でボールをジャンプさせて、奥にある花の形をしたゴールにボールを7個入ればクリア。これも難易度が低いが、ボールの投げ加減が強くなるとオーバーして穴を越えてしまう。逆に弱くするとジャンプ台のところで失速してしまう。加減がポイントとなる。
- アーケードゲーム初回には、「ジャンピングボール」という、本ゲームの原型ともいえるゲームが登場していた（後述）。
- このゲームは、2人1組になって、ボールを渡す役を設けることも許可されている。
- 2010年2月11日の放送で加藤清史郎がこどもルールとして、制限時間内にレーンにボールを転がし、手前のジャンプ台でボールをジャンプさせて、奥にある花の形をしたゴールにボールを5個入ればクリアとなった。

### フローティングバルーン
- エアーが噴出している3つ（当初は4つ）の煙突にビーチボール（復活特番は風船）を投げ、煙突の上にボールを浮かせる。制限時間内にエアーが噴出している煙突にビーチボールまたは風船を投げ、3箇所の煙突にボールを全部浮かせばクリア。ビーチボールをうまく煙突の空気に乗せなければならないので、難易度は高い。また、ボールの投げ方を誤るとすでに浮いているビーチボールを落としてしまうこともある。この場合は、浮かせ直さなければならない。
- 2021年1月3日放送分の復活特番第9弾で再登場。
- 対抗戦の決勝にも登場する（後述）。
- このゲームは、それスノ版の第1回の「タイムアタック3」というアトラクションで行われた。ちなみに、「タイムアタック3」というアトラクションのルールは、挑戦する全チーム共通で制限時間2分以内に3つのゲームを全てクリアすれば金貨2枚獲得できる。なお、挑戦する全チーム共通で、挑戦は3つのゲームを全て通して1回となっており、 このゲーム（フローティングバルーン）とカメレオンアーミーは、共通して次の人にハイタッチをしてバトンタッチをしなければならない（フライングバーガーは最後の3番目のゲームのため、次の人にハイタッチをしてバトンタッチする必要はない。）。ちなみに、3つのゲームを挑戦する順番は、このゲーム（フローティングバルーン）→2番目のゲーム（カメレオンアーミー）→3番目のゲーム（フライングバーガー）の順で行う。

### フローティングファイト
- 上記のフローティングバルーンの派生版。煙突上を浮いているボール3つにお手玉を投げて、制限時間内に煙突上を浮いているボール3つにお手玉を投げて、煙突上に浮いているボール3つをすべて落とせばクリア。お手玉をボールの中心にうまくぶつけないと落とせない。

### ピザキャッチャー
- 1996年に初登場したゲーム。ピザに見立てたフリスビーを投げていき、丸（◯）・三角（△）・四角（□）の3ヶ所の穴（人の口や犬の口の中。復活特番では、穴がくり抜かれたレンガの壁に『Pizzeria TFP』の看板）にピザに見立てたフリスビーを入れる。制限時間内にピザに見立てたフリスビーを投げていき、丸（◯）・三角（△）・四角（□）の3ヶ所全部の穴にピザに見立てたフリスビーを入ればクリア。丸（◯）と四角（□）の穴は比較的入り易いが、三角（△）の穴は正三角形の辺の長さが、ピザの直径よりも少し長い位なので入り難い。ただ、このゲームの難易度はブローガンファイターに次いで低い。
- このゲームは、2人1組になって投げる役と渡す役に分かれる。
- 時間切れになると穴が封鎖される。

### スーパーダンク 1on1
- アーケードゲーム初回から登場しているゲーム。バスケットボールのフリースローのようなゲームで、ボードの表裏にバスケットゴールを設置されており、プレイヤーは、そのバスケットゴールにバスケットボールが入るように投げていく。ゲーム開始直後は表のゴールのみを使うが、ゲーム開始から10秒後に軸を中心にゴールが回転、表裏のゴールのどちらかを狙う。制限時間内にバスケットゴールにバスケットボールが入るように投げていき、バスケットゴールにバスケットボールが7ゴール入ればクリア（初期は回によってゴールの回転までの時間やクリアノルマが異なった）。また、時間切れになっても扉が閉鎖される前にゴールに入れればカウントされる。難易度はやや低め。
- かつて、ゲストにバスケットボール選手が含まれている場合、「プロお断り」でこのゲームに挑戦できない設定になっていたが、支配人の裁量でこのゲームに挑戦可能となったことがある。

### フライングバーガー
- アーケードゲーム初回から登場しているゲーム。ハンバーガーのフィギュアを投石器に乗せ、ハンマーで叩いてハンバーガーを飛ばし、回転するテーブルの上にある5個（初期は4個。2003年1月2日放送分のSMAPスペシャルでは7個）のハンバーガーの容器か中央に置かれたジュースカップのどれか3ヶ所に入れる。制限時間内にハンマーで叩いてハンバーガーを飛ばして、回転するテーブルの上にあるハンバーガーの容器か中央に置かれたジュースカップのどれか3ヶ所にハンバーガーを入れたらクリア。ただし、仮に1ヶ所の容器にハンバーガーが2個入っても、すでにハンバーガーが1つ入っているためカウントされない。
- このゲームは運任せの要素が強く、難易度も高いため、後に「応援する」という体で、回転するテーブルの周りにハンバーガーを飛ばす役とサポート役以外の応援役の出演者が壁となってサポートするルールが導入された（応援役のゲストが壁となってサポートするのを忘れている場合は支配人・副支配人が促す場合もある）。もちろん応援役が手を使うのは禁止されている（手を後ろに組むことが義務づけられている）のだが、頭や膝は黙認されている。このハンバーガーを飛ばす役とサポート役以外の応援役の出演者が壁となってサポートするルールの導入によりゲームの難易度が下がり、クリア率も上昇した。
- このゲームは、2人1組になってハンバーガーを飛ばす役とサポート役に分かれる（初期は1人でハンバーガーをセットして飛ばしていた）。
- このゲームは、それスノ版の第1回の「タイムアタック3」というアトラクションで行われた。ちなみに、「タイムアタック3」というアトラクションのルールは、挑戦する全チーム共通で制限時間2分以内に3つのゲームを全てクリアすれば金貨2枚獲得できる。なお、挑戦する全チーム共通で、挑戦は3つのゲームを全て通して1回となっており、 フローティングバルーンとカメレオンアーミーは、共通して次の人にハイタッチをしてバトンタッチをしなければならない（このゲーム（フライングバーガー）は最後の3番目のゲームのため、次の人にハイタッチをしてバトンタッチする必要はない。）。ちなみに、3つのゲームを挑戦する順番は、1番目のゲーム（フローティングバルーン）→2番目のゲーム（カメレオンアーミー）→このゲーム（フライングバーガー）の順で行う。

### カメレオンアーミー
- このゲームは2人1組で挑戦。1人はカメレオンの形をしたバズーカ（重さは約10kg）を持ち、もう1人はテニスボールを入れる役に分かれて行う。
- バズーカを持っている方がボールを発射させて5匹のハエの的（板製、かつては紙でできていた）を落とす。制限時間内にカメレオンの形をしたバズーカで5枚のハエの的を全部落とせばクリア。後述のバナナシューターやシュリケンアタックに変わる形で、2009年5月28日以降からほとんど行われなかったが、TFP2020冬で11年ぶりに行われた。的のデザインがさまざまな昆虫になっている。
- このゲームは、それスノ版の第1回の「タイムアタック3」というアトラクションで行われた。ちなみに、「タイムアタック3」というアトラクションのルールは、挑戦する全チーム共通で制限時間2分以内に3つのゲームを全てクリアすれば金貨2枚獲得できる。なお、挑戦する全チーム共通で、挑戦は3つのゲームを全て通して1回となっており、フローティングバルーンとこのゲーム（カメレオンアーミー）は、共通して次の人にハイタッチをしてバトンタッチをしなければならない（フライングバーガーは最後の3番目のゲームのため、次の人にハイタッチをしてバトンタッチする必要はない。）。ちなみに、3つのゲームを挑戦する順番は、1番目のゲーム（フローティングバルーン）→このゲーム（カメレオンアーミー）→3番目のゲーム（フライングバーガ）ーの順で行う。

### ビンゴトルネード／ビンゴトライアル
- 1996年に初登場したゲーム。3×3枚のパネル板に、ビンゴの要領で縦・横・斜めのいずれかのラインが揃うように、そのパネル板めがけてボールを投げてパネルを反転させ、金貨などイラストが描かれたパネルを表示させる。制限時間内にパネル板めがけてボールを投げてパネルを反転させ、縦、横、斜めのいずれかに金貨パネル3枚が並んだライン1列を完成すればクリア。
- パネルに正確に当てるコントロールと強さが要求される。ストラックアウトとは違い、パネルの上か下を狙う必要がある（真ん中は芯棒があるためパネルは回転しない）。またボールを投げる力が弱すぎると回転しないし、逆に強すぎると1回転して戻ってしまう。すでに反転させて金貨パネルを表示しているパネルに当ててしまうと、元の面に戻してしまうこともある。
- プロ野球チームがチャレンジしても失敗することがあり、エース級、メジャー級の投手ですら拒否しようとするほど（投手にとっては、死活問題につながる可能性がないとは言い切れないため、チームメンバーに挑戦を促されても避けようとする選手は少なからずいる）。
- 時間切れになるとボールを乗せたテーブルの底が開き、ボールがすべて落ちてしまう。
- スペシャルチャレンジがビンゴトルネードのみの際は、3枚のライン2列完成でクリアとなっている。

### ジャンピングビンゴ
- 1998年3月30日放送のみ登場したゲーム。

### スリッパストライカー
- スリッパを履いて飛ばし、その先にある4本の円筒状の的を倒す。制限時間内にスリッパを履いて飛ばし、4本の円筒状の的を全部倒せばクリア。

### タイヤボンバー
- タイヤに砲身をつけた大砲に紙コップをセット。タイヤを強くたたいてコップを飛ばし、制限時間内にタイヤを強くたたいてコップを飛ばし、「T」「F」「P」の3つの的を全部倒せばクリア。
- このゲームは、2人1組になることが多く、1人は紙コップのセット役、もう1人は紙コップを発射する役に分かれる。

### バナナシューター
- 2005年3月28日に初登場したゲーム。バナナをデフォルメした形状のボール(以下バナナ)をサッカーのペナルティーキックの要領で蹴り、回転しているゴールキーパーのサルを避けてゴールに入れる。制限時間内にバナナをデフォルメした形状のボールをサッカーのペナルティーキックの要領で蹴り、回転しているゴールキーパーのサルを避けて5ゴール入ればクリア。ただし、バナナはクッション状の柔らかい素材でできているので蹴りにくく、難易度はやや高めである。それでもプロサッカー選手などは楽にクリアできてしまうことも多い。
- このゲームは、2人1組になり、1人は蹴る役、もう1人はバナナのセット役に分かれる。
- 時間切れになると「TIME OVER」の文字が貼られたネットが下りてくる。

### シュリケンアタック
- 2005年3月28日に初登場したゲーム。細いレールに縦1列に並んで立っている5本のポールを、手裏剣に見立てたパックを滑らせて倒す。上手く行けばドミノ倒しのように一度に2本以上倒すことも可能だが、奥へ行けば行くほど難易度も上がる。制限時間内に手裏剣に見立てたパックを滑らせて5本のポールを全部倒したらクリア。
- ちなみに、ポールの色は、レギュラー放送では赤・オレンジ・黄色・緑・青。「ドラマ大集合スペシャル!!」では、緑・黄緑・黄色・赤・紫の順となっている。
- このゲームも、2人1組になり、1人は手裏剣に見立てたパックを投げる役、もう1人は手裏剣に見立てたパックの渡し役に分かれて、行われたことがあった。
- 時間切れになると「TIME OVER」の文字が書かれたゲートが閉まり、滑らせた手裏剣が弾かれてしまう。
- アーケードゲームの中でも、特に難易度が高い。

### トレジャーハンター
- 巨大パチンコにバレーボールをセットして発射し、まず前方の6個のブロックの壁を崩す。すると、壁の後ろに左右に動いて宝石箱を守っているコブラのパネルがあるので、それを巨大パチンコで発射したボールで倒す。制限時間内に巨大パチンコで発射したボールで壁の後ろに左右に動いて宝石箱を守っているコブラのパネルを倒せばクリア。
- このゲームは、2005年9月26日放送分のみ登場し、かつこのゲームが選ばれる前に、アーケードゲーム自体が「Not Clear」となり終了したため、誰1人挑戦する事無く消滅したゲームとなった。

### タコヤキボンボン
- 2008年3月31日に初登場したゲーム。鉄板の中に2箇所穴の開いているたこ焼きが6個あり、鉄板の振動で回転している。挑戦者は巨大な串を持ち、回転しているたこ焼きの穴を探して刺し、巨大な容器に入れる。制限時間内に回転しているたこ焼きの穴を探して刺し、たこ焼き6個全部を巨大な容器に入れればクリア。
- このゲームは、2人1組に分かれて1人はたこ焼きを串で刺す役、もう1人はたこ焼きを乗せる容器を持つ役となる。
- 串でたこ焼きを刺すと、効果音が鳴る。また串の先は赤くなっており、その部分を触るのは反則となる。
- 時間切れになると鉄板の中にあるたこ焼きが全て落ちる。

### シューティングスター
- 2008年3月31日に初登場したゲーム。シュリケンアタックのアレンジバージョン（シュリケンアタックより難易度は低い）。星の絵が書いてあるコインをレーンに入れて縦に転がし、扇状に並ばれた12本のカプセルを倒す。レーンは回転させることが可能で、コインの排出位置をずらすことでカプセルを狙えるようになっている。制限時間内に12本のカプセルをすべて倒せばクリア。

### スローフォワード
- アーケードゲーム初回から登場しているゲーム。ラグビーボールを投げて3つの大・中・小のタイヤの中に入れる。制限時間内にラグビーボールを大・中・小のタイヤの中に3箇所全部入ればクリア。初回での登場時はタイヤの大きさは3つとも同じだった。
- なお、スローフォワードとは故意・過失を問わず自分より前にボールを投げるラグビーの反則の名前。

### バウンドアタック
- 2008年7月7日分放送時に初登場したゲーム。上下に動くアクリル板の下にボールをバウンドさせ、上下に動くアクリル板の下部に設置された5つの的を倒す。制限時間内に上下に動くアクリル板の下にボールをバウンドさせ、上下に動くアクリル板の下部に設置された5つの的すべてを倒せばクリア。

### オクトパスピンポン
- 2010年8月23日に初登場したゲーム。貝殻の形をしたラケットを手にはめ、タコの口から出るピンポン玉を打ち返し、卓球台左端のアンコウ、右端のフグ、左右に動く真ん中のカニの3つの的を倒す。制限時間内にタコの口から出るピンポン玉を打ち返し、3つの的すべてを倒せればクリア。
- 初登場時は挑戦前にアーケードゲームがNot Clearとなったが、関口の裁量で金貨獲得はできないエキシビションで挑戦。その際クリアしたため関口は「これを最初にやればよかったのに」とコメントした。

### ボールファイト
- アーケード初回から登場したゲーム。開閉するバケツにボールを入れる。制限時間内に開閉するバケツにボールを30個入れればクリア。初回登場時は入ったボールはそのままカウントされていたが、後にゲーム終了後に、「オートマチックコンピレーションシステム」（とは言うもののボールが10個入る筒が3本あるだけ）にボールを入れて全部埋めることができたらクリアとなった。ボールは小さいので一度に大量に投げることが可能。そのため、バケツのふたが閉まっている間に体制を整え、開いたら一気に投げ込むやり方がよく行われた。

### ジャンピングボール
- アーケード初回に登場したゲーム。レーンの上にボールを転がし、得点リングの手前にあるジャンプ台で飛ばして10点、20点、30点、40点、50点の得点リングに入れる。得点が高いリングほど入れにくい。制限時間内に得点リングに300点以上入れればクリア。
- フラワーボールとは違い、ボールの残球数に制限がない。
- 1998年3月30日放送分の東宝美女チームの回でビンゴトルネードと合体した「ジャンピングビンゴ」というゲームが登場したのだが、アーケードゲーム自体が「Clear」となり終了したため、ビンゴトルネードと合体した「ジャンピングビンゴ」というゲームは、誰1人挑戦する事無く消滅したゲームとなった。

### ドリームフォアファイブヤーズ
- 1996年9月23日放送分のプロゴルファーチームの回で登場した、このために作られたゲーム。番組特製のクラブと大きくて軽いゴルフボールを使い、アプローチショットで2か所あるカップにチップインさせる。5球中2球を2か所あるカップにチップインさせればクリア。このゲームで使用されるクラブとゴルフボールは、番組特製のものであり、通常のゴルフのクラブとゴルフボールとは違うので、早く慣れる事が重要である。このゲームは制限時間が設定されていない。

### ビッグオアスモール
- 1997年9月29日のTOKIOスペシャルで初登場。スロープにボールを6個転がし、向かって左から30点・50点・10点・60点・20点・40点の順に並んだレーンの中に入れる。6球転がした合計得点が260点以上もしくは160点以下でクリア。それ以外は失敗となる。なお、レーンやボールの僅かな歪みで真っすぐ転がるとは限らず、更に点数レーンの壁の幅はボールがギリギリ1個入る位の幅しかなく、そのまま入る事もあれば、レーンの壁に弾かれ狙ったレーンとは別のレーンに入る事もあり、運も大きく左右される。このゲームは制限時間が設定されていない。

2006年9月25日のスペシャルはゲストの映画『涙そうそう』にちなんで、下記のゲームが沖縄にちなんだデザインとなった。
- ブローガンパイナップルファイター
- シュリケンハブアタック
- ゴーヤーチャンプルーキャッチャー
- ゴーヤーシューター
- ハイビスカスボール
- フライングソーキソバ

2006年12月25日のスペシャルは放送日のクリスマスにちなんで、下記のゲームがクリスマスにちなんだデザインとなった。
- クリスマスブローガンファイター
- シュリケンスノーマンアタック
- クリスマスプレゼントキャッチャー
- ソックスシューター
- ツリータイヤボンバー
- フライングクリスマスケーキ

## チーム対抗戦SP
2009年12月10日から登場した2チームで対抗戦を行う企画。各アトラクションごとに、勝ったチームに金貨が贈られる。同点の場合はサドンデス方式の延長戦（ニュー・ブロードウェイ・ジョーは15秒の延長戦）となるが、2010年5月24日から延長戦は1回だけ行い、それでも決着が付かない場合、金貨は次のアトラクションへ持ち越しとなる。同年6月21日では延長戦はなしとなり、そのまま次のアトラクションへ金貨が持ち越しとなる。アトラクションのルールは対抗戦用に若干変更されている。2010年2月25日から、第1アトラクションでは、チーム名が書かれた大きなコインをコイントスして先攻・後攻を決定する。第2アトラクション以降は前のゲームの負けチームが先攻・後攻を選択出来る。なお、この企画は、2010年6月放送分をもって終了した（「クイズバトル!ジダンダ」で使用されていたアニマルカートは、「ワイルドワイルドダック」に流用された）。
ウォールクラッシュ
両チーム交互に1人ずつ挑戦。両チーム2~4人の終了時点で合計得点が高かったチームの勝利。クリアゾーンは200点に変更されている。通常は第1アトラクションで実施されるが、2010年3月11日では第4アトラクションで実施、更に200点エリアに片手でも到達する毎に、金貨1枚獲得出来るルールとなる。2010年5月24日より最上段が100点に変更された。
ニュー・ブロードウェイ・ジョー
1人が体当たり役、それ以外のメンバーがローテーションでボールを投げる。1分間で多く入れたチームの勝利。なお、後攻チームは先攻チームの得点を超えた時点で勝利となる。
フラッシュザウルス
1人がポンプ役、それ以外のメンバーは交代で1人ずつジャンプ役となる（ポンプ役1人・ジャンプ1人の通常バージョン）。交互に（2010年1月14日までは連続で）4本、2010年5月3日以降は3本挑戦、より多く成功させたチームの勝利。2010年2月25日からはポンプ役とジャンプ役の交代は自由となる。
フィジカルメール
両チーム2分間（2010年5月3日では90秒）ずつ行い、正解数の多いチームの勝利。なお、アトラクション開始前に、A・Bどちらの問題セットが出題されるかを抽選で決定する。
ネヴァーワイプアウト
両チーム連続で交互に（2010年1月14日までは連続で）計3回挑戦。より多く船まで運んだ（成功した）チームの勝利。必ず最低1人1回やり、1球ごとにペアの組み合わせを変えてもいい。両チーム引き分けの場合は次のアトラクションで勝ったチームは2枚もらえる。
キーワードジャングル
両チーム、2分間ずつ行い正解数の多いチームの勝利。挑戦中は、1人が2分間ノンストップで掬い手を務め、残りのメンバーはローテーションで解答を行う。2010年2月25日放送分からは1問終えるたびに役割を交代する。なお、アトラクション開始前に、A・Bどちらの問題セットが出題されるかを抽選で決定する。
ストッパーキューブリッジ
電光表示板が左側と右側に2枚設置、向かって左側パネル（先攻側）は左から右へ、右側パネル（後攻側）は右から左へ光の橋を中央のゴールにつなげていく。先攻チームから1列ずつ光を止めていき、成功なら続けて挑戦、失敗なら相手チームに挑戦権が移動する。2順目以降は先程失敗した列から再挑戦できる。先に10列（2010年2月18日では8列）つなげてゴールに到達したチームの勝利（なお、先攻が先にゴールした場合は、後攻チームは最後に1回だけ挑戦でき、そこで後攻もゴールできれば引き分け、2010年2月18日からは延長戦で決着をつける）。
アーケードバトル
前述のアーケードゲームの対戦版。ゲームは全部で7個用意され、交互に両チーム1ゲームずつ、計3ゲームずつ挑戦。なお、成功・失敗にかかわらず、1度選んだゲームに再び挑戦することは出来ない。成功したゲームの数が多いチームの勝利。同点の場合は延長戦で決着をつける。
延長戦のルールは、最後まで残った1つのゲームを用いて、クリア条件を易しくしたノルマ（フライングバーガーなら1か所入れる、シュリケンアタックなら4本倒すなど）をクリアするまでのタイムトライアル形式で決着をつける。先攻のチームは時間無制限でクリアするまでタイムがカウントアップしていく。一方、後攻のチームは、先攻チームがクリアしたタイムからカウントダウンしていき、それまでにクリアできれば勝利、0秒に達した（先攻チームの記録を抜けないことが確定した）時点で敗北となる。
チュチュバスターズ
制限時間は、前半と中盤はそれぞれ1人で30秒、後半はペアで45秒の計1分45秒プレイして、得点の多いチームの勝ち。なお、後攻チームは先攻チームの得点を超えた時点で勝利となる。
クイズバトル!ジダンダ
詳細は、「登場したアトラクション（過去）」の項目を参照。
ストリートブザービーター
両チーム交互に2回ずつ行い、多くゴールを決めたチームの勝利。
フローティングバルーン
全ゲーム終了時点で、獲得金貨が同数の場合に行われる決勝アトラクション。エアーが噴出している煙突が各チームに1本ずつ用意されている。煙突に向かってビーチボールを投げ、先に煙突にビーチボールを浮かせたチームの勝利。このゲームでは金貨は獲得出来ない。
ハイパーホッケー
2009年12月10日「格闘家VSアスリート芸人対抗戦SP」では、それぞれのチームがホンジャマカと対戦した。ホンジャマカが4点獲得するまでに獲得した得点がより多かったチームの勝利というルールで、金貨2枚を獲得できた。だが、アスリート芸人チーム（先攻）、格闘家チーム（後攻）共に1点も取れずにホンジャマカに完敗した。そこで、2チームの直接対決・3点先取制による延長戦で決着をつけた。
2010年1月14日以降は、まず両チームが5点先取制で対決する。勝利チームが金貨1枚とホンジャマカへの挑戦権を獲得、5点先取制でホンジャマカに勝てば、さらに金貨を1枚獲得。ここで優勝・同点が決定するため、敗北チームはホンジャマカの応援側に回る。ここでホンジャマカを破ったチームは一組も出なかった。
2010年2月25日以降は、スペシャルアトラクションとして、勝利チームのみが挑戦することができる。従来通り通常放送では7点先取、スペシャル放送では9点先取でホンジャマカに勝てば今まで獲得した金貨が2倍（2010年3月29日からは2枚獲得）になる。対抗戦でホンジャマカに勝利したチームは2組のみ。
直接対決しているときに得点が決まった場合、ゲストの応援は「いいぞ、いいぞ、（得点したチーム）、頑張れ、頑張れ、（失点したチーム）!」と、両方を応援する物となっている。

## 2009元日SP
2009年1月1日放送。各界のスポーツ選手が4チームに分かれてトーナメント、対抗戦形式で金貨を獲得するルールで行われた。そのためアトラクションのルールが少々変更された。それぞれの詳細は以下の通りとなっている。
ウォールクラッシュ
左右に2枚の壁と2本の助走路があり、左右に分かれて2人同時に挑戦。トーナメントで優勝したチームに金貨が与えられる。代表選手は男性が2人・女性が1人の合計3人の合計得点で争われる。なおクリアゾーンの替わりに70点、100点が組み込まれている。このアトラクションのデモンストレーターは杉山アナと山本新人アナ。
フラッシュザウルス
チャンスは3回。ジャンプ役は交代可能。レーンは3本あり、3人同時に飛ぶ。1人成功で10点・2人成功で20点・3人全員成功で50点が与えられる。なお、恵が裏番組出演のため、デモンストレーションのポンプ役は小林アナが行った。
ニュー・ブロードウェイ・ジョー
1分間でゴールした数を競う。
ネヴァーワイプアウト
シーソーに4人が乗ってゲームに挑戦。2回挑戦して船のカゴに入った数を競う。
ストッパーキューブリッジ
トーナメント形式で行われる。電光表示板が左側と右側に2枚設置され、向かって左側パネルは左から右へ、右側パネルは右から左へ光の橋を中央のゴールにつなげていく。先攻チームと後攻チームが交互に挑戦して、早くゴールにたどり着いた方の勝利。失敗しても前の状態からやり直せるが、勝敗に関わるロスになる。
アーケード8
全8ゲーム（ビンゴトルネード・タイヤボンバー・フローティングバルーン・シュリケンアタック・ピザキャッチャー・スーパーダンク1on1・フラワーボール・フライングバーガー）ある中から3つのゲームを選択。そのうち2つのゲームをクリアすれば金貨獲得。クリアしたゲームは打ち止めとなって、あとのチームは使用出来ない。先攻のチームが失敗したゲームは、後攻のチームが再チャレンジすることが出来る。
クイズ!ボディ&ブレイン
4チーム対抗戦で行う。通常と違い速度ではなく、走った距離で解答権を得る。ランニングマシーンの下に走った距離を表示。いち早く50m走り切ると（女性は10mのハンデが付く）解答権を得る。2番目以降はその時点で走った距離の表示で止まる。1番目が答えられなければ、2番目に長く走った人に解答権が与えられる（メートルだけの表示だが、裏では細かい距離がはじき出されており、距離の表示が同じだが2番、3番は判かっている）。このルールは現在の「クイズバトル!ジタンダ」の原型となった。2番目の人も不正解なら引き分け。勝てば金貨2枚。
ハイパーホッケー
トーナメント形式で戦い、最終的に勝利したチームがホンジャマカと対戦した。

## ドラマ大集合SP
放送時期の新ドラマ出演者による3 - 8人1組のチーム対抗戦。全アトラクションを獲得金貨制のルールで挑戦し、最終的に獲得金貨が最も多いチームのみがビッグチャレンジに挑戦できる。これまで、19のアトラクションが復活している。各アトラクションのルールは、上記参照。

## 登場したアトラクション（過去）
並び順は、登場時期が早い順。

### ムーブ時代

#### PRジグソーパズル[注釈 51]
- 1992年10月12日（第1回）から11月30日（第8回）まで登場したアトラクション。
- オープニングのゲストの紹介後、最初に挑戦する。ゲストが宣伝したい物（出演する映画・舞台など）のポスター等がジグソーピース状にバラバラになっており、制限時間内にジグソーパズルの完成を目指し、時間切れになった時点のパズルの状態でゲストが宣伝を行う。制限時間は60秒。
- このアトラクションは、あくまでゲストが宣伝したい物の宣伝のコーナーであるため、クリアポイントや金貨は無い。

#### データザウルス
- 1992年10月12日（第1回）から1993年3月22日（第23回）まで登場したアトラクション。
- 大東めぐみ（初期は乱一世）が1人に選択形式の質問を出し、もう1人は相手が何を答えるかを予測する。2人の答えが一致すれば正解となる。1問目は2択で10点、以降の質問は選択肢が1つずつ増えていき、得点は10点ずつ増えていく。4問出題され、100点中60点獲得でクリア。
- 番組中期からはリニューアルされ、解答方法がフリップに書く形式から解答ボタン形式になった。5問出題され、150点中100点獲得でクリア。しかし、リニューアルされた回が最後の登場であった。
- この「ザウルス」という名前だが、番組マスコットキャラクター「ザウルス君」（TFP2から登場）とは全く関係ない。モニター画面上に出ている恐竜も、番組マスコットキャラクター「ザウルス君」（TFP2から登場）とはデザインが全く異なる。

#### 巨大もぐらたたき
- 1992年10月12日（第1回）から1993年6月21日（第34回）まで登場したアトラクション。
- 純粋なモグラたたきゲームだが、モグラの出てくるフィールドが通常よりも広く、足を使ってフィールド内を動き回る必要がある。前半・後半ともに、ハンマーでモグラを叩いて得点を稼ぐ。制限時間は前半・後半で各45秒（第2回放送分までは60秒）。左右に8匹、真ん中に1匹の通常モグラは1点、真ん中の両開きのドアから時々現れる、丸眼鏡を掛けた関口支配人がモデルのボスモグラは、出現して2.5秒内に10回叩ければ10点で、ボスモグラ出現の予告として炭酸ガスが噴出される。2人の合計が100点以上でクリア。
- ウォールクラッシュ同様、デモンストレーションは、フランキー為谷の奇声から始まり（最初の台詞は「巨大モグラたたきへようこそ〜」）、支配人が笛を吹いて彼のデモンストレーションを止める流れがある。
- モグラやボスモグラの頭にはボタンがついており、そのボタンをハンマーでしっかり叩かないと得点にならない。
- このアトラクションは、「チュチュバスターズ」の前身に当たる。

#### パワーしりとり
- 1992年10月12日 - 10月19日（第1回・第2回）のみ行われたアトラクション。
- このアトラクションでは、制限時間3分以内に、踏み切りの向こうにある、70個のアイテムを使ってしりとりを行う。
- 踏み切りは20秒で遮断機が下りてきて閉まるため、20秒以内に戻ってこなければならない。戻ってきた後、ボタンを押して遮断機を再び開けて、交代する。ぎりぎりになってしまったら、アイテムを持たずに戻ってきてもよい。遮断機が完全に下りたケースは無かったが、支配人はルール説明において「降りてしまったらアウト」と説明していた。
- 10個以上のアイテムでしりとりができればクリア。途中でアイテムが10個に到達しても、アトラクション終了後に、しりとりがつながっているかどうか、支配人たちがチェックを行うため、時間切れまで継続しなければならない。選んだアイテムはどのような言い方に変えてもいいが、あまりにもかけ離れていると、このチェック時に支配人判断で没となり、そのアイテムはマイナスされる（良い例：定規→物差し、悪い例：ゲタ→靴）。
- 上記の通り登場は2回だけだったが、その2回ともクリアに終わっている。

#### パニックインキッズ
- 1992年12月7日 - 12月14日（第9回・第10回）のみ登場したアトラクション。
- フランキー為谷が見本となる格好をし、条件を提示する。その後、大東めぐみ の指示の元、カーテンの向こうからエキストラの子供たちが飛び出してくる。その飛び出してきた子供の中から、条件に合った子供を3人探し出すゲーム。
- 1人につき制限時間は30秒、2人で合計60秒。1人1回ずつ挑戦し、2人で3人全員探し出せばクリア。このアトラクションは、第1アトラクションとして登場した。

#### カジノ・デル・アミーゴス
- 1993年1月25日 ・ 2月15日（第15回・第18回）のみ登場したアトラクション。
- 各プレーヤーに10枚ずつ、計20枚チップが配られ、チップを増やすためのお題目である「POWER（体力系）」と「TECHNIQUE（技術系）」の「2倍・3倍・4倍・5倍・6倍・8倍」の中から1つを選択。そこに表示される課題からチップを3枚まで賭けられ、クリア出来たら倍率返し、クリア出来なかったら没収される。交互に3回ずつ、計6回やってチップが40枚以上になればクリア。
- 一例として、「POWER（体力系）」には縄跳びなど運動系の物が、「TECHNIQUE（技術系）」は辞典を引くと言った物が出る。
- 一度だけ、チップを賭け忘れるという事態が発生し、その挑戦は無効となった。

#### バーチャルバトラー
- 1993年4月12日（第24回）から6月21日（第34回）まで登場したアトラクション。
- 巨大モニターに映し出された格闘ゲームのキャラクターを、ゲストの2人が協力して操作し、相手のロボットを格闘ゲームの要領で倒すゲーム。1人が腰にセンサーを付けてキャラクターの動き（前後への移動や、ジャンプ、しゃがみ）を担当、もう1人が特製のサンドバッグをたたいて、キャラクターの攻撃（パンチまたはキック）を担当する。ただし、キャラクターの移動中は相手のロボットへ攻撃ができない。
- 相手のロボットは、パンチ攻撃以外にも、ビーム攻撃や体当たり攻撃、バリアでの防御（ガード）をゲストが操作するキャラクターに対して仕掛けてくる。
- ラウンドの時間内に相手のロボットのライフを無くしたら勝ち、キャラクターのライフが無くなると負けで、時間切れの場合は、ライフが多く残っている方の勝ち。ラウンド終了ごとに、キャラクターの操作担当と攻撃担当を入れ替えて計3ラウンド行い、2ラウンド先取でクリア。
- ルール説明の後、本番を行う前に練習として、ゲストがキャラクターの操作を実際に確認する時間が用意されており、この際はモニターに「TEST MODE」と表示されたゲーム画面が出ていた。
- ゲームのシステムでは、TFP2の「ンゴボコ」の原型になったアトラクション。
- ムーブ時代第30回は、このアトラクションが第1アトラクションとして登場した。

#### ヴァニシング・ウォーズ
- 1993年6月28日（第35回）から7月26日（第38回）から登場したアトラクション。
- 「Gスタの女王様」と部下の怪獣（4体）に、自陣にある金貨を奪われないように、怪獣に付いている5角形の的に目がけてボールを投げて守る。怪獣の前には風船が5つセットされており、怪獣（1体）が自陣に完全に攻め込まれると風船が1つ割れ、風船が1つ割れたその怪獣は動かなくなるが、他の怪獣たちの動くスピードが速くなってしまう。
- 制限時間90秒の間、怪獣にセットされている風船を1つでも残す事ができればクリア。
- 第1アトラクションとして登場した。
- TFP2最終回のオープニングでは、本アトラクションが一瞬登場した。

### TFP2以降

#### マンデーナイトバスケット
- TFP2初回の1994年4月11日から登場したアトラクション。2人でポストにバスケットボールをシュートして、180秒以内に10個のポスト全てにボールを入れればクリア。
- なお、 予備のバスケットボールは意図的に少なくしてあるので、ポストに入れ損じたバスケットボールは自分で取りに行かなければならない。

#### ドンキーピカソ
- 1995年9月4日初登場。6回しか行われなかった。出題された絵のお題目を1人のプレーヤーがコンピューター画面のドット（15×20＝300マス）のキャンバスに色を付けて絵を描き、もう1人がお題目を当てるゲーム。色を付ける際は画面のドットを指でタッチして、色を変える場合はその色を指でタッチしてからドットをタッチする。
- 全部で3問出題、1問につき3回のトライに分かれて1回目は50秒間、2回目は40秒間、3回目30秒間で絵を描く。1回目のトライで正解すれば30点、以下20点、10点で、3回で40点獲得でクリア。
- デモンストレーションでは、タバコのドット絵が描かれ、毎回、問題終了後は、正解であったお題目の模範のドット絵が出される。
- 曲線をドットでどう表すかがカギとなる。

#### オーノー!
- 2000年にTBSからPlayStationで発売された、同名のゲームの宣伝を兼ねた期間限定のアトラクション。このアトラクションが行われたのは、2000年11月20日・12月11日・2001年1月8日の3回のみ。
- 遅刻寸前の子供2人が学校に向かうゲームで、挑戦者2人はそれぞれ左右の矢印のセンサーに乗り、障害物を飛び越える時はセンサーの上でジャンプ、左右に移動する時は移動したい方向の矢印のセンサーに乗って、モニター画面の2人の小学生を操って障害物を越え、学校を目指す。

- ステージは全部で6種類あり、各ステージの内容は以下の通りとなっている。
  - 1stステージ「街中」 - 障害物をジャンプで回避してゴールを目指す。障害物が右か左の片方だけなら、その方向の挑戦者がジャンプし、障害物が左右両方なら2人同時にジャンプする。ジャンプ失敗で、体勢を立て直すまで動けずタイムロスとなる。
  - 2ndステージ「山道・サブタイトルは『第二話 山道はコワイ?』」 -  障害物を左右移動やジャンプで回避してゴールを目指す。障害物がジャンプでは避けられない右か左の片方だけなら、避ける方向の矢印のセンサーに2人同時に移動、障害物が左右両方なら2人同時にジャンプ、移動やジャンプの失敗で、体勢を立て直すまで動けずタイムロスとなる。
  - 3rdステージ「川・サブタイトルは『第三話 川の流れのように』」 - 画面向かって右側の挑戦者が、コイルに巻かれたロープを引っ張り、画面内のイカダを進ませて対岸を目指す。対岸に到着でクリア。
  - 4thステージ「原始人・サブタイトルは『第四話 どっちもどっち?』」 - 原始人（声：石井康嗣）が出題する2択問題に答える。3秒以内に正解と思われる選択肢側の挑戦者がジャンプする。3問正解でクリアとなる。
  - 5thステージ「氷・サブタイトルは『第五話 怒りの鉄拳』」 - 画面向かって左側の挑戦者が、氷山のセンサーをパンチやキックでたたき、画面内の氷の壁3枚をたたき壊す。氷の壁3枚たたき壊せばクリア。
  - ラストステージ「サブタイトルは『最終話 学校までラストスパート』」 - 1stステージと同様で、最終ゴールの学校を目指す。

- 全6ステージを乗り越え、5分以内に学校へたどり着ければクリア。
- 障害物をジャンプで超えていったり、ステージをクリアしていったり、オリジナル版にはない2択クイズのステージもあるなど、ンゴボコと似通ったところが多いためか、このアトラクションの実施期間中はンゴボコの登場がなかった。

#### キャンディーファクトリー
- 2004年2月2日から2006年10月30日まで登場したアトラクション。
- キャンディー工場をモチーフにしたアトラクション。キャンディーに見立てたボールを、さまざまな方法で運搬し、3分30秒以内（以前は4分）に目的地まで運んでキャンディーを完成できればクリア。制限時間のカウントダウンとともに、光もゴールに向う（少しずつコース沿いに光が点灯していく）。このアトラクションのルールにも「光より先にキャンディーが到着すればクリア」とあった。

- 第1ステージ - ハンマーで的を叩き、円盤状の物体をぶつけることで、ボールの入った大皿を上へ上げていく。二人でタイミングを合わせるとより高く飛ぶ。頂上まで上げると、白いボールがピンク色に変化し、第2ステージに払い出される。
- 第2ステージ - このステージでは、以下の4つのエリアに分かれている。
  - ツイスト - 腰のひねりを使い、足もとの円盤を左右に回転させることで、ボールの入った筒を回転させる。
  - ホッピング - ホッピングでジャンプを繰り返すと、ボールの入ったかごが上昇する。ただし、途中でネズミに接触すると、一番下からやり直しになる。
  - ランニング - ペダルとハンドルを交互に動かすことで、ボールの乗った皿が画面向かって右へ移動する。ホッピング同様、途中でネズミに接触すると、左端まで戻されてしまう。
  - ボート - ボートを漕ぐ要領でレバーを前後に動かし、歯車を回転させる。

- これらの工程をすべて終えると、白い水玉模様がプリントされたボールが払い出される。

- 最終ステージ - らせん状のレールにボールを転がし、ボールを最上部のキャンディポットに入れればクリア。2人がらせんの土台を傾けることによってボールを操る。途中に遮断機が3つあり、ボールがぶつかるとはじかれる。特に最後の遮断機は手前に開くため、注意が必要。

- 当初は第1ステージがレールで最終ステージがハンマーだった。しかし、らせん状のコースは最上部近くまで進んでもひとつ間違えば一気にスタート地点まで戻ってしまい大きくタイムロスすることもある。そのため第2ステージに進む前にクリアが絶望的になってしまうことを避けるため第1ステージと最終ステージが入れ替わった。
- 二回目の登場から約2年間も行われていないこともあった。また、2007年に発売されたこの番組の体感ゲームにもこのアトラクションは収録されなかった。しかし、TFP2最終回のオープニングに一瞬登場した。

#### クワトロカプリッチョ
- 2004年11月1日、2005年8月15日のみ登場したアトラクション。
- まず、挑戦者が、前と左右の3つのカゴがついた赤ちゃんの歩行器の様な「ムービングキャッチャー」に乗る。そして、4台のテニスボール発射装置から曲に合わせてテニスボールが発射され、ムービングキャッチャーを動かして、ボールをカゴの中に入れる。4台の発射装置にはランプ板が13枚あり、曲の前奏で「QUATRO CAPURICCHO」の文字と虹色のイルミネーションが流され、ゲーム開始時は背景が赤で、曲に合わせて白のランプが上から下に流れ、白いランプが一番下まで来ると、テニスボールが発射される仕組みとなっている。ボールをカゴに入れる際は、ノーバウンドて入れなければならず、ワンバウンドや手でキャッチして入れると無効となる。挑戦する曲は、10曲の中から選べるが、難易度によって発射されるテニスボールの総数と発射パターンが違い、難易度が低いとボールは少ないが、発射の間隔が長く、2個以上発射される事がほとんど無くボールを入れやすい。逆に難易度が高いとボールは多いが、発射の間隔が短い上、2個以上同時に発射される場合もあり、ボールを入れ難くなる。
- このアトラクションの挑戦権は3回あり、1回目と2回目は1人1回挑戦し、3回目は相談して代表者を決める。3回で合計35個以上入れたらクリア。
- テニスボールの集計はフランキー為谷が行っていた。ワンバウンドで入ったボールや手でキャッチして入れたボールがあると、そのボールを除外した。
- 2005年8月15日には、このアトラクションに挑戦しない出演者が、たまに登場する光るランプにタイミングをあわせてイスに座ると高得点のボールが発射されるルールが追加された。
- お披露目までに、何年もかけてテストしたうえに、その際に負傷するスタッフが現れるなど、非常に苦労して作られたアトラクションだが、その割には2回しか登場しないまま終了。しかし、このアトラクションは、2005年に発売された体感ゲームには収録された。流れる光のランプ板は、「ストッパー キューブリッジ」に流用している。

#### ブンブンボウリング
- 2005年12月12日から、2009年6月12日まで登場したアトラクション。
- 天井からつるされたボールを投げて、扇状に配置されているボウリングのピンに見立てた10個の的をぶつけて落とす。「GO!」と書かれた投球エリアから出ると反則。なお、1から7の的を落とすと、連動して落とした数字のピンの絵が倒れる（当初は何も起こらなかった）。1回投げる度に投げ手を交代する。投げる方向は時計回り・反時計回りどちらでも可。1ゲームの制限時間は1分、3ゲーム中1ゲームでも的をすべて落とせばクリア。
- ゲストが3人以上の場合、みんなで横一列になって並び、投げたボールのキャッチは、投げた人以外なら誰でもキャッチしてOKだが、ボールをキャッチした人が必ずボールを投げなければならない。
- アトラクション登場当時、ピンの的は一部的が上下に動く・縦方向や横方向に回転していたが、それにより難易度が高くなってしまったため、回を重ねるごとに固定されるピンの的が増え、最終的に回転するピンの的は、3番ピンの的の縦回転とターンテーブル上の8 - 10番ピンの横回転だけになり、さらに2番ピンの的を落としてから3番ピンの的が回転するようになって、難易度が少々下がった。
- 上述通り、登場当時に比べると難易度は下げられているが、それでも最も難しいアトラクションである。コツとしては以下の点が挙げられる。
  - ターンテーブルにある8・9・10番ピンは、反時計回りに投げるなど、落としたいピンがある場所によってボールの投げ方を変える。
  - 2番ピンの的を落とすと回転し始める3番ピンの的をなるべく早く落とす。2番ピンの的を落とした衝撃で3番ピンの的が落ちることもあるが、当然3番ピンの的は落としたことにはならず、スタッフによって付け直される。
  - 投げ手交代時にボールのキャッチを失敗しない。ボールのキャッチを損ねると大きなタイムロスになってしまう場合もある。

- 当然ながら全アトラクションの中でクリア率が一番低く、先述の「パニックリンゴスキー」も下回る。初成功の「WBC代表」（2006年12月11日）含め、クリアした組は4組（20組中）しか出なかった。
- 1回目のトライで成功すれば、金貨2枚目獲得のチャンスのスペシャルチャレンジの挑戦権が与えられることに言及はされたことがあったが、スペシャルチャレンジに挑戦する組はいなかった（Wii版では挑戦可能）。
- 月曜第二期に移ってからは、一度も行われなかった。

#### クイズ!ピクチャー5
- 2008年4月21日から2009年4月23日まで登場したアトラクション。クイズ!ボディ&ブレインと同じく最終アトラクションの1つ前に実施。
- 1人がモップでローラーを回し、もう1人がクイズに答える。スタートと同時に、モップ役はスタートラインからローラーの位置まで走って、ローラーに触れるモップの先端が半月型（🌓）をした大きなモップで下から上に向かってローラーを回す。ローラーを回し続けている間、曇り硝子のパネルの曇りが消えて、硝子の向こうにあるモニターの画像が見えてくる仕組みである。解答役は、モニターに映っている画像を見て、そのモノの名前を答える。
- 1つの問題につき画像は5枚出題される。5秒で自動的に次の画像に切り替わるので、画像が切り替わるまでに正解しないとその画像は不正解となる。画像が切り替わる際、消した曇りは全て復活する（アトラクション初登場時は切り替わっても曇りが復活しなかった）。5枚目の画像を映し終わると「おしまい」、最終問題を5枚とも正解で「YOU WIN!」と笑顔のザウルス君が表示される。クイズ!ボディ&ブレイン同様、出題される問題は全て解答者のプライベートや趣味に関する問題だが、このアトラクションでも、クイズ!ボディ&ブレイン同様に、ゲストがその核心となる言葉を言った瞬間、関口と渡辺が凄味をきかせて、その言葉をオウム返しするシーンは、このアトラクションのお約束である。
- 1問ずつ役割を交代しながら行う。3人以上で挑む場合はローテーションを組み、1人が解答役、1人がモップ役、残りの人は中間地点で見学。
- このアトラクションでは、6問で計30枚出題され、20枚正解できればクリア（最初の1週のみ、5枚中4枚以上正解した問題を正解扱いとして、6問中4問正解でクリアというルールで行われた）。
- 2009年12月3日に発売されたWiiソフトには収録されなかった。

#### レタロボ
- 2009年1月12日のみ登場した「ミミックパラダイス」の派生アトラクション。
- 1人が、ロボットのモニターに表示された、問題のテーマに沿った答えを、アルファベット3文字で表現して書き、書き終わったらレバーを引いてモニターに表示。もう一人がそれをヒントにして答える。書き直しボタンを押して画面を元に戻せば何度でも書き直すことができ、どうしても分からなければパスも可能。正解またはパスで役割を交代。これを繰り返し、2分以内に6問正解でクリア。
- 正解またはパスで急いで役割交代をする、ゲーム終了後に違反チェックをするため、仮にクリアポイントに達しても時間切れまでゲームは続ける、という面でミミックパラダイス同様。また、3人以上の場合は、1人が出題、もう1人が解答、残りは待機し、ローテーションで回して行く。
- このアトラクションの最後に、書き直した物も含めて出したヒントをすべて確認し、パスした物は答えも確認する。ここで違反チェックも合わせて行うが、後述通り1回しか行われなかったこともあって、違反が摘発された例はない。
- ヒントの出し方としては、主に(1)「答えをローマ字に直して、更に母音を抜いて表現」、(2)「答えのローマ字の頭文字3文字だけで表現」といった方法がある。【例：テーマが果物で、答えが「リンゴ」の場合、(1)なら「RNG（RINGOの「I」と「O」を抜く）」、(2)なら「RIN（RINGOの頭3文字を書く）」といった感じである。ルールにのっとっていれば(1)(2)以外の表現でも構わない】
- ローマ字の読み書きが出来ない人は、出題や解答が非常に困難になってしまう恐れがある。
- このアトラクションの由来が「レターロボット」だったため、番組直前までは「レタボ」だったが、メタボみたいだということで「レタロボ」となった。

#### クイズバトル!ジダンダ
- 2010年3月29日から6月14日まで登場した、対抗戦向けの対戦型アトラクション。
- モニターには、ゲストにちなんだ物を含めた16個のジャンルの問題を設定、最初の問題の選択権は前のアトラクションで負けたチーム（引き分けの場合は、さらに1つ前のアトラクション）、2問目以降は正解したチームに選択権が移行する。チームごとに2台ある動物の模型付きリフト「アニマルちゃん」に代表者が乗り（赤チームは牛と豚のデザイン、青チームは羊と馬のデザイン）、田中みな実が問題を読み上げた後、渡辺のスタートの合図で、代表者がアニマルちゃんの上で、地団駄を踏むようにスイッチを踏み付け、アニマルちゃんを前進させる。スイッチをたくさん踏めば踏むほどアニマルちゃんが多く前進し、一番早くゴールに着いてアニマルちゃんを鳴かせた人が1着、以降ゴールに近い順に2着・3着・4着となる（着順はリフトにある7セグで表示されるが、2010年5月24日はリフトの7セグではなく、ゴール付近に司会者席から見えるように7セグが置かれ、同年6月14日ではリフトとゴール付近の7セグを併用）。解答権は3着までにあり、まず1着になった解答者が制限時間10秒以内に解答、正解できなければ同じルールで2着・3着に解答権が移動する。問題傾向は「クイズ!ボディ&ブレイン」と同様に、正解を4個前後挙げる一問多答クイズが出題されるが、「合体写真」（2つ、3つの物を合成させた写真を見て、何が合成されているかを答える）というジャンルも用意されている。
- チームで戦い、ペアの場合は1人2問正解、4人の場合は1人1問正解した解答者から勝ち抜けていき、先に4人全員勝ち抜けたチームの勝利。4人チームの場合は、代表2人が解答、1問ごとに代表者を代えてもいいが、各チーム残り2人になった場合は、それ以降交代することができない。
- 2010年5月24日のナイツvsU字工事対決では、勝ったチームがキャリーオーバー分含めて、金貨2枚もらえる特別ルールが設けられ、ネヴァーワイプアウトではドローだったので、1問目の選択権はチュチュバスターズの敗者となった。
- 2010年6月14日では、ペア対抗の時はアニマルちゃんが牛と馬のみになり、交代で解答、4問先取したペアが勝利というルールに変更された。
- このアトラクションでは、地団駄を踏む脚力、クイズに答える知力、さらにはどのジャンルを選ぶかという戦略も試される（脚力に自信があれば、難易度の低い「合体写真」を選んで正解数を稼ぐなど）。
- 対抗戦は2010年6月で企画終了。対抗戦の企画終了に伴い、このアトラクションで使われていた動物のカートに、柵や芝生などのセットは、前述の「ワイルドワイルドダック」に流用された。

## ビッグチャレンジ
番組最後のコーナー「ビッグチャレンジ」では、獲得した金貨1枚につき1本の矢と交換し、ダーツに挑戦できる。ダーツの矢は形式上、獲得した金貨で「購入する」ことになっている。
支配人の「回して！」という合図でダーツの的が回転し、ゲストがその的に向かってダーツの矢を投げ、ダーツの矢が刺さったゾーンに書かれた賞品を獲得できる。
賞品は、ゲストが予めいくつか希望しており、ペアの場合は2種類ずつ、3人の場合は1人だけ2種類か全員1種類、その他のスペシャルなどでは全員1種類ずつである。価格としては20 - 30万円の物を希望でき、後期の希望賞品に多かった旅行券や商品券などの金券の場合は必ず20万円分と明記されていた。
ダーツの的には賞品のほかに「たわし」というゾーンがあり、そこに矢が刺さってしまった場合は、フランキー為谷（2008年11月以降は西秋元喜）が腰を低くしてクリアケースに梱包されたたわしを贈呈する。
また、ダーツの的には、1か所だけ赤色のゾーンが存在し、そのゾーンに矢が当たるとひときわ豪華な賞品が貰える。
通常放送では自動車が貰える（後述）。毎回、渡辺が「運がよければ、こちらを差し上げます」と言って、当番組のスタッフから見て、セットの観客席右側後方のカーテンが落ち、車が登場する（この時、毎回、石塚が車の隣にいてポーズをとっていた。ムーブ最終回ではフランキー為谷が車の窓につかまっていた）。スペシャル版やTFP2017以降では、自動車の代わりに旅行券がスペシャル賞品になる場合がある。
スペシャル賞品獲得後の豪華賞品ゾーンは「ラッキーゾーン」となり、そのゾーンに矢が当たれば、用意した賞品から任意の物を1つ獲得できる。2008年11月から自動車がダーツの矢1本につき1台獲得に変更されたため「ラッキーゾーン」は事実上廃止となったが、2009年12月17日のプロ野球スペシャルの視聴者プレゼントで、7つの商品の中から4つの賞品を獲得できる形式で登場した。対抗戦の一時期は、敗北チーム向けの大当たりとなっていた。
リクエスト賞品とたわしは、そのゾーンにダーツの矢が刺されば何回でもプレゼントされる。ダーツの矢を投げた後、テレビの画面には「（賞品名）獲得」「たわし獲得」「大ハズレ」といったテロップが表示されるが、同じ賞品やたわしやハズレが複数回あった場合は、テロップの上に小さく「またまた！」（2回目）や「またまたまた！」（3回目以降）というテロップが追加される。2010年10月以降は2回目は「また」、3回目以降は「またまた」に変更された。
2011年3月20日（同年3月14日の振替）・3月21日は東北地方太平洋沖地震（東日本大震災）の影響により、視聴者プレゼント分も含めたビッグチャレンジがカットされた。最終回でもビッグチャレンジは行われなかったため、レギュラー放送での事実上最後のビッグチャレンジの実施は、同年3月7日放送分となった。
ダーツの矢がダーツの的から完全に外れた場合は何も得られず（当初は「大ハズレ」と表記、後に「ハズレ」となる）、次回放送にて矢が刺さった位置に「←（名前）様（回数）」と書かれたシールが貼られ、半永久的に残されることとなる。矢が的に刺さっても、的の回転を止める前に矢が落ちた場合もハズレとなってしまう（ただし、矢の本体を残して羽の部分だけが落ちた場合はハズレにはならない）。「ムーブ」時代を含め、番組開始以来の大ハズレ第1号は1992年11月9日（ムーブ時代第5回）の髙嶋政宏であった。
復活特番の際にも、ダーツのセットの周りに過去のレギュラー放送時に大ハズレを出した来園者の名前の記載が再現されている。ここでも以前と同じく、大ハズレとなった場合は刺した箇所に後日「←（名前）様（回数）」と書かれたシールが貼られ、半永久的に残ってしまう。これ以降は敗れた2チームの当たりゾーンがあり、そこに矢が当たった場合、当たったチームの希望賞品が与えられる。スペシャル賞品を獲得した場合は「全部」に変わり、チームの希望賞品を全て獲得できる（レギュラー時代の、視聴者向けの大当たりと同じ）。

### 視聴者プレゼント
毎週、ゲストの挑戦が終わった後に番組宛にはがきを送った全国の視聴者の中から抽選で1人に賞品の獲得権が与えられ、ゲストが視聴者へのプレゼントのためのダーツに挑戦する。金貨獲得数とは別枠のため、ゲストの獲得金貨が0枚の場合も視聴者向けのダーツ挑戦は行われる。ゲストの1人がハガキを選出して当選者の氏名を読み上げ、別の1人がダーツを投げる。大ハズレの場合はプレゼントはなく、代わりにお詫びとしてゲストがサインを書いてプレゼントする。また、2006年4月3日のTBSアナウンサーSPの際にはゲストが希望した賞品をそれぞれ4人分用意し、1つは本人が持ち帰り、残り3つは視聴者へプレゼントする形が取られた。例として2007年6月18日で山本裕典が「全部」のゾーンに当てた事がある。
この視聴者用ダーツを行うきっかけとなったのは、ムーブ時代の第6回にて、番組宛に届いた1通のお便りからだった。このお便りを読んだ支配人が、お礼にダーツの矢を投げて当たった賞品をプレゼントしたというのが始まりで、それ以降番組では、ダーツ用の宛先を用意することになった。その翌週からは、視聴者プレゼント用の専用的が用意され、毎週1枚のお便りに対して、1本のダーツをゲストの1人が投げる現在のスタイルが形成されたが、視聴者もゲストと同じたわしつきの的になったのはムーブ時代の第9回から。この時に視聴者用の自動車プレゼントも登場し、最初の視聴者プレゼントの自動車はダイハツ・オプティであった。
1996年4月から2010年3月までは、視聴者向けの大当たりの賞品を発表する際に、石塚がダジャレを言うのが恒例で、このシーンはたびたび瞬間最高視聴率を記録し、TBSで毎週土曜日放送の『王様のブランチ』の中の「TBS瞬間最高視聴率ランキング」で毎週のようにランクインしていたが、年が経つにつれて過去のネタを使い回すことも多くなり、2010年4月以降は廃止された。

### 賞品の自動車の変遷
ムーブ時代は、番組開始当初の3か月間のみダイハツ・ラガーで、その後はダイハツ・ロッキーR4に変わった。掛け声と手拍子はなく、ただティンパニロールが流れるだけだった。ダーツの的も「自動車」と言うシンプルな表記であった。また、視聴者プレゼントはダイハツ・オプティが用意されていた。
1993年4月から2010年3月までは三菱・パジェロとなり、的の表記も「パジェロ」へ変更された。また、ムーブ時代末期になってからは応援団（番組観覧者）による「パジェロ！パジェロ！」の掛け声と手拍子が導入され、番組の代名詞ともいえるほど広く一般に知られるようになった。当たった後はラッキーゾーンとなり、当たると好きな商品と交換が出来る。掛け声は「ラッキーゾーン！ラッキーゾーン！」となる。また、TFP2初期は、車はパジェロとFTOの2種類から選ぶこともできた。
自動車の競合他社（トヨタ自動車、日産自動車、マツダなど）が親会社あるいは、主要株主となっている団体に所属している、あるいは個人スポンサーとなっているスポーツ選手が当番組に出演した場合は、上記のこれらに配慮して他の賞品に変えたことがあった。
2004年6月に、三菱リコール隠しが発覚した際は、同社が当番組のスポンサーを一時降板したため、2004年6月28日からは、自動車ではなくラスベガス10日間の旅に変更し、同年11月1日から2006年9月までは、ランドローバー・フリーランダーが賞品となっていた（2004年6月以前に収録したものは、冒頭の商品紹介の際に収録日のテロップを挿入し、応援団が発していた「パジェロ！パジェロ！」の音声部分を、「クルマ！クルマ！」に差し替える措置が採られた。上記のリコール隠し事件発生時においても同様の措置を採った）。
また、視聴者プレゼントにおいては、ムーブ時代からTFP2初期はミラージュ、その後はパジェロミニ、パジェロジュニア、RVR、パジェロイオなどがプレゼントされたが、2004年6月以降は赤色のゾーンに書かれた自動車のゾーンが「全部」と書かれた黄色のゾーン（一時期は水色のゾーン）に変わり、そのゾーンに矢が当たればその回のゲストの希望賞品すべてをプレゼントしていた（この時、ゲストが視聴者プレゼント用のダーツを投げる際には応援団が「全部！全部！」と掛け声を発していた）。
2006年10月より三菱自動車のスポンサー復帰及び、パジェロのフルモデルチェンジに伴い、同年10月16日より、パジェロが再び賞品になった。ただし、視聴者プレゼントは「全部」のままであった。2008年11月のリニューアルからは、従来ダーツの矢1本で挑戦者の人数分プレゼントされていたのが、ダーツの矢1本で1台までとなり、また、パジェロがガソリン車から、クリーンディーゼル車に変更された。
2010年4月5日からは、自動車はトヨタ・パッソに変更された。応援団の掛け声も「パピプペパッソ！」（当時のパッソのCMソングから取ったもの）に変わった。視聴者プレゼントも同様にパッソとなり、約6年ぶりに視聴者プレゼントの豪華賞品が自動車に戻った形となった。

### スペシャル商品
特番シリーズでは最上位景品が旅行に変更されたため、コールも旅行の行先に変更されている。
- 愛と涙の感動物語パプアニューギニアのべ100泊 - 2003年10月6日『TOKIOSP』
- プライベート付き豪華クルーザー（YAMAHA LUXAIR） - 2005年9月26日放送『特別開園！目指せグランドスラムV6デビュー10周年全力投球SP』
- 史上最高の南国リゾートタヒチ旅行のべ100泊 - 2006年1月2日放送『伝説開幕！里見八犬伝参上！八つの金貨で完全制覇SP』
- 超豪華！南国リゾートバリ島の旅100泊 - 2006年10月9日放送『世界バレー必勝宣言 最強女子軍団金貨に炎アタック！サインはVスペシャル』
- 沖縄ゆかりの地感動再開の旅のべ100泊 - 2006年9月25日放送『感動伝説！金貨も涙もあふれ出す涙そうそうSP』
- モナコのべ100泊の旅 - 2006年12月25日放送『宣戦布告！花より男子より金貨今夜限りのクリスマスSP』
- 修学旅行シンガポールのべ100泊の旅 - 2007年9月4日放送『金八同窓会３年Ｂ組卒業生大集合 先生！こんなに立派になりましたスペシャル』
- 成層圏の旅or深海の旅 - 2008年3月31日放送『嵐参上！金貨の嵐！記録の嵐！完全制覇へ挑戦状SP』
- ハワイ マウナケア 流れ星鑑賞ツアー - 2008年10月6日放送『三兄弟の絆 流星の絆スペシャル！』

ちなみに、2024年8月以降のそれスノ版では、敗退したチームの名前がそれぞれ書かれた「敗退チーム」枠が与えられ、ここにダーツの矢が当たると敗退したチームの希望商品を1つ手に入れることができる。レギュラー放送時代もチーム対抗戦特番で「ラッキーゾーン」の代わりに「敗退チーム」枠が設けられたことがあった。ハズレもしくは大ハズレにダーツの矢が当たった場合は、たわしがもらえる形に変更されている。さらに、それスノ版で追加された「プレミアムダーツ」という新ルールでは金貨5枚と引き換えに各当たりゾーンが拡大、中心の「たわし」が「全部」に置き換えられ、敗退チーム枠は削除されるが、中心の「全部」は「たわし」より一回り小さくなっているが、優勝したチームの希望商品の入手率は大幅に向上する。